# Az Odaát epizódjainak listája
Az Odaát (Supernatural) természetfeletti-, fantasy-, horror-, thriller- és drámaelemeket vegyítő amerikai televíziós sorozat.
A sorozat két fivért követ nyomon, Dean és Sam Winchestert, akik az USA különböző pontjaira utaznak egy fekete 1967-es Chevy Impalával, hogy a végére járjanak paranormális történéseknek és más megmagyarázhatatlan eseteknek, amelyek természetfeletti lényekhez kapcsolhatók. A testvérek „vadászoknak” nevezik magukat, és a sorozat folyamán kiderül, hogy mások is követik és követték előttük is ezt az életformát. Köztük apjuk, aki a feleségével történt tragédia után gyermekkoruktól a vadászatra nevelte fiait.
Az Odaát című sorozat 2005. szeptember 13-án indult a The WB csatornán, majd a második évadtól a The CW csatornán ment tovább Amerikai Egyesült Államokban. A The CW bejelentette, hogy a 2019/2020-as szezonban érkező 15. évad lesz az utolsó és ezzel végleg befejeződik a sorozat. Magyarországon a sorozatot az RTL Klub kezdte el vetíteni 2006. szeptember 8-án, 2008-ban 3 év szünetet tartott a csatorna, majd újra elkezdte vetíteni a sorozatot. 2020-ban a 11. évadtól átvette az M2 Petőfi TV, de a kialakult világjárvány végett a 12. évadot először csak feliratosan, majd a 14. évad után visszamenőleg szinkronosan is leadták. Az utolsó évad 2022 március 8-án került fel az HBO Max-ra szinkronnal.

## Áttekintés
| Évad | Évad | Részek száma | Eredeti sugárzás     | Eredeti sugárzás   | Eredeti adó          | Magyar sugárzás      | Magyar sugárzás   | Magyar adó |
| Évad | Évad | Részek száma | Évadbemutató         | Évadzáró           | Eredeti adó          | Évadbemutató         | Évadzáró          | Magyar adó |
| ---- | ---- | ------------ | -------------------- | ------------------ | -------------------- | -------------------- | ----------------- | ---------- |
|      | 1    | 22           | 2005. szeptember 13. | 2006. május 4.     |                      | 2006. szeptember 8.  | 2007. február 9.  |            |
|      | 2    | 22           | 2006. szeptember 28. | 2007. május 10.    |                      | 2007. október 19.    | 2008. március 28. |            |
|      | 3    | 16           | 2007. október 4.     | 2008. május 15.    | 2011. február 10.    | 2011. május 26.      |                   |            |
|      | 4    | 22           | 2008. szeptember 18. | 2009. május 4.     | 2012. augusztus 17.  | 2013. január 25.     |                   |            |
|      | 5    | 22           | 2009. szeptember 10. | 2010. május 13.    | 2013. december 13.   | 2014. május 23.      |                   |            |
|      | 6    | 22           | 2010. szeptember 24. | 2011. május 20.    | 2014. október 2.     | 2015. március 19.    |                   |            |
|      | 7    | 23           | 2011. szeptember 23. | 2012. május 18.    | 2016. január 6.      | 2016. március 23.    |                   |            |
|      | 8    | 23           | 2012. október 3.     | 2013. május 15.    | 2017. január 7.      | 2017. március 18.    |                   |            |
|      | 9    | 23           | 2013. október 8.     | 2014. május 20.    | 2018. január 6.      | 2018. április 13.    |                   |            |
|      | 10   | 23           | 2014. október 7.     | 2015. május 20.    | 2019. január 8.      | 2019. március 26.    |                   |            |
|      | 11   | 23           | 2015. október 7.     | 2016. május 25.    | 2020. február 4.     | 2020. március 25.    |                   |            |
|      | 12   | 23           | 2016. október 13.    | 2017. május 18.    | 2020. szeptember 23. | 2020. november 17.   |                   |            |
|      | 13   | 23           | 2017. október 12.    | 2018. május 17.    | 2020. június 9.      | 2020. augusztus 5.   |                   |            |
|      | 14   | 20           | 2018. október 11.    | 2019. április 25.  | 2020. augusztus 6.   | 2020. szeptember 22. |                   |            |
|      | 15   | 20           | 2019. október 10.    | 2020. november 19. | 2022. március 8.     | 2022. március 8.     |                   |            |

### 1. évad (2005-2006)
| Sor. | Év. | Cím                               | Rendező               | Író                                                                    | Premier                                   | Nézettség   |
| ---- | --- | --------------------------------- | --------------------- | ---------------------------------------------------------------------- | ----------------------------------------- | ----------- |
| 1.   | 1.  | Nyomtalanul (Pilot)               | David Nutter          | Eric Kripke                                                            | 2005. szeptember 13. 2006. szeptember 8.  | 5,69 millió |
| 2.   | 2.  | Fenevad (Wendigo)                 | David Nutter          | Történet: Ron Milbauer & Terri Hughes Burton Forgatókönyv: Eric Kripke | 2005. szeptember 20. 2006. szeptember 15. | 5,01 millió |
| 3.   | 3.  | Fulladás (Dead In The Water)      | Kim Manners           | Sera Gamble & Raelle Tucker                                            | 2005. szeptember 27. 2006. szeptember 22. | 5,01 millió |
| 4.   | 4.  | Zuhanás (Phantom Traveler)        | Robert Singer         | Richard Hatem                                                          | 2005. október 9. 2006. szeptember 29.     | 5,40 millió |
| 5.   | 5.  | Szellem a tükörben (Bloody Mary)  | Peter Ellis           | Történet: Eric Kripke Forgatókönyv: Ron Milbauer & Terri Hughes Burton | 2005. október 11. 2006. október 6.        | 5,50 millió |
| 6.   | 6.  | Barát a bajban (Skin)             | Robert Duncan McNeill | John Shiban                                                            | 2005. október 18. 2006. október 20.       | 5,00 millió |
| 7.   | 7.  | Kampókéz (Hookman)                | David Jackson         | John Shiban                                                            | 2005. október 25. 2006. október 13.       | 5,08 millió |
| 8.   | 8.  | Rovarinvázió (Bugs)               | Kim Manners           | Rachel Nave & Bill Coakley                                             | 2005. november 8. 2006. október 27.       | 4,47 millió |
| 9.   | 9.  | Otthon, rémes otthon (Home)       | Ken Girotti           | Eric Kripke                                                            | 2005. november 15. 2006. november 3.      | 4,21 millió |
| 10.  | 10. | Tiszta elmebaj! (Asylum)          | Guy Bee               | Richard Hatem                                                          | 2005. november 22. 2006. november 10.     | 5,38 millió |
| 11.  | 11. | Madárijesztő (Scarecrow)          | Kim Manners           | Történet: Patrick Sean Smith Forgatókönyv: John Shiban                 | 2006. január 10. 2006. november 24.       | 4,23 millió |
| 12.  | 12. | Sötét erők markában (Faith)       | Allan Kroeker         | Sera Gamble & Raelle Tucker                                            | 2006. január 17. 2006. december 1.        | 3,86 millió |
| 13.  | 13. | A fekete furgon titka (Route 666) | Paul Shapiro          | Brad Buckner & Eugenie Ross-Leming                                     | 2006. január 31. 2006. december 8.        | 5,82 millió |
| 14.  | 14. | Rémálmok (Nightmare)              | Phil Sgriccia         | Sera Gamble & Raelle Tucker                                            | 2006. február 7. 2006. december 15.       | 4,27 millió |
| 15.  | 15. | Gyilkos vadászat (The Benders)    | Peter Ellis           | John Shiban                                                            | 2006. február 14. 2006. december 22.      | 3,96 millió |
| 16.  | 16. | Az árnyék (Shadow)                | Kim Manners           | Eric Kripke                                                            | 2006. február 28. 2007. január 5.         | 4,22 millió |
| 17.  | 17. | Pokoltanya (Hell House)           | Chris Long            | Trey Callaway                                                          | 2006. március 30. 2007. január 12.        | 3,76 millió |
| 18.  | 18. | Az ősgonosz (Something Wicked)    | Whitney Ransick       | Daniel Knauf                                                           | 2006. április 6. 2007. január 19.         | 3,67 millió |
| 19.  | 19. | A festmény bosszúja (Provenance)  | Phil Sgriccia         | David Ehrman                                                           | 2006. április 13. 2007. január 26.        | 3,62 millió |
| 20.  | 20. | A holtak vére (Dead Man's Blood)  | Tony Wharmby          | Cathryn Humphris & John Shiban                                         | 2006. április 20. 2007. február 2.        | 3,99 millió |
| 21.  | 21. | Megváltás (Salvation)             | Robert Singer         | Sera Gamble & Raelle Tucker                                            | 2006. április 27. 2007. február 9.        | 3,26 millió |
| 22.  | 22. | Halálcsapda (Devil's Trap)        | Kim Manners           | Eric Kripke                                                            | 2006. május 4. 2007. február 9.           | 3,99 millió |

### 2. évad (2006-2007)
| Sor. | Év. | Cím                                                                    | Rendező         | Író                                                                | Premier                                | Nézettség   |
| --- | --- | ---------------------------------------------------------------------- | --------------- | ------------------------------------------------------------------ | -------------------------------------- | ----------- |
| 23. | 1.  | Ha eljön a kaszás… (In My Time Of Dying)                               | Kim Manners     | Eric Kripke                                                        | 2006. szeptember 28. 2007. október 19. | 3,93 millió |
| A karambol után Sam és John nemsokára magához tér, és egy kórházban találják magukat. Dean is ott fekszik, ám amikor felébred, különös dolgokat tapasztal: noha mindent lát és hall, az ő jelenlétét nem érzékeli senki. A kórtermek között bolyongva rátalál saját eszméletlen testére... |     |                                                                        |                 |                                                                    |                                        |             |
| 24. | 2.  | A bohóc (Everybody Loves a Clown)                                      | Phil Sgriccia   | John Shiban                                                        | 2006. október 5. 2007. október 26.     | 3,34 millió |
| A kórházi tragédia után Dean és Sam megpróbálnak kezdeni valamit magukkal, de fogalmuk sincs, hogyan akadhatnának a démon nyomára. Apjuk telefonján megtalálnak egy üzenetet, amely elvezeti őket egy nőhöz, akinek az egyik ismerőse talán tud segíteni. Addig is, amíg erre várnak, a kisvárosban riasztó gyilkosságokat fedeznek fel, amelyeket a szemtanúk szerint egy bohóc követett el, aki azonban nyomtalanul eltűnt. |     |                                                                        |                 |                                                                    |                                        |             |
| 25. | 3.  | Vérszomj (Bloodlust)                                                   | Robert Singer   | Sera Gamble                                                        | 2006. október 12. 2007. november 9.    | 3,78 millió |
| Dean és Sam egy montanai kisvárosba igyekeznek, ahol véres gyilkosságok és lefejezések borzolják a kedélyeket. Amikor megérkeznek, rájönnek, hogy vámpírokkal van dolguk. Összeakadnak Gordonnal, aki hozzájuk hasonlóan démonokra vadászik, de nemsokára arra is rá kell döbbenniük, hogy nem minden vámpír vérszomjas, mások viszont azok lehetnek... |     |                                                                        |                 |                                                                    |                                        |             |
| 26. | 4.  | A lány nem nyugszik békében (Children Shouldn't Play With Dead Things) | Kim Manners     | Raelle Tucker                                                      | 2006. október 19. 2007. november 16.   | 3,29 millió |
| A testvérek felkeresik édesanyjuk síremlékét, ám a temetőben Dean furcsa jelenségre lesz figyelmes, ami arra utalhat, hogy egy nemrég balesetben elhunyt, és a közelben eltemetett lány szelleme talán bosszút akar állni. Amikor kiderül, hogy Angela halálát a barátja hűtlensége miatti elkeseredés is okozhatta, a fiúk nyomozni kezdenek a főiskolás lány diáktársai körében. |     |                                                                        |                 |                                                                    |                                        |             |
| 27. | 5.  | Különleges képesség (Simon Said)                                       | Tim Iacofano    | Ben Edlund                                                         | 2006. október 26. 2007. november 23.   | 3,65 millió |
| Samet újabb rémálmok és látomások gyötrik, akárcsak korábban, és erős a gyanúja, hogy a démon, akik korábban már üldözte, ismét visszatért. Egy kisvárosban ahhoz hasonló szörnyűségek történnek meg, amiket a vízióiban látott, és amikor Deannel együtt odautaznak, kiderítik, hogy Sam nincs egyedül ezzel a különleges képességével. Az illető ugyanis nemcsak látni, de irányítani is tud így másokat... |     |                                                                        |                 |                                                                    |                                        |             |
| 28. | 6.  | Szőkék előnyben (No Exit)                                              | Kim Manners     | Matt Witten                                                        | 2006. november 2. 2007. november 30.   | 3,38 millió |
| Egy raktárból átalakított Los Angeles-i lakóházban rejtélyes gyilkosság történik, és a fivérek, akik utánajárnak, kiderítik, hogy több hasonló eset is volt már évtizedekkel korábban, amelyeknél mindig fiatal, szőke nők voltak az áldozatok. Ellen lánya, Jo, anyja és Dean minden ellenkezése ellenére velük tart, hogy elkapja a szellemet, és végezzen vele, ám ennek nem várt következményei lesznek mindannyiukra nézve... |     |                                                                        |                 |                                                                    |                                        |             |
| 29. | 7.  | A vádlottak padján (The Usual Suspects)                                | Mike Rohl       | Cathryn Humphris                                                   | 2006. november 9. 2007. december 7.    | 3,19 millió |
| A rendőrség elfogja Deant és Samet, mivel a szemtanúk állítása szerint több rejtélyes, eddig felderítetlen gyilkosság helyszínén is látták őket. A fiúk helyzete szorult, de bizonyos jelekből hamarosan arra következtetnek, hogy egy alakváltoztatóval lehet dolguk, és az őket kihallgató nyomozónőt esetleg egy bosszúálló szellem fenyegeti. |     |                                                                        |                 |                                                                    |                                        |             |
| 30. | 8.  | Alku a démonnal (Crossroad Blues)                                      | Steve Boyum     | Sera Gamble                                                        | 2006. november 16. 2007. december 14.  | 3,16 millió |
| Amikor egy Evan Hudson nevű férfi bajba kerül, mivel felesége életéért alkut kötött egy démonnal, Sam és Dean a segítségére sietnek, Dean pedig ismét megpróbálja megidézni a démont magát, hogy csapdába csalhassa. A lény meg is jelenik, de Dean arra nem számított, hogy hátborzongató dolgokat tud meg tőle apjukról... |     |                                                                        |                 |                                                                    |                                        |             |
| 31. | 9.  | A vírus (Croatoan)                                                     | Robert Singer   | John Shiban                                                        | 2006. december 7. 2007. december 21.   | 3,12 millió |
| Samnek, akárcsak korábban, ismét látomásai támadnak, és ezek egyikében egy kisvárosi kórházban látja magát együtt Dean-nel, ahol bátyja éppen lelő egy ártatlan férfit. Sam meggyőzi testvérét, hogy azonnal oda kell menniük. Amint megérkeznek a kisvárosba, furcsa jelekre lesznek figyelmesek: a békés lakosok megvadulva egymás vérét ontják ki. A testvérek rájönnek, hogy mindezt egy démon okozhatja, amely vírusformát öltött, de még rosszabb hírek is várnak rájuk...                                                                    |     |                                                                        |                 |                                                                    |                                        |             |
| 32. | 10. | Az űzött vad (Hunted)                                                  | Rachel Talalay  | Raelle Tucker                                                      | 2007. január 11. 2008. január 4.       | 3,24 millió |
| Dean elmondja Samnek a szörnyű titkot, amit apjuk a halálos ágyán rábízott: elképzelhető, hogy ha a helyzet rosszra fordul, neki kell megölnie saját öccsét. A felzaklatott Sam a rejtély nyomába ered, és Indianában találkozik egy lánnyal, akinek hasonló látomásai vannak, mint neki, csak éppen legutóbb azt álmodta meg, hogy Sam egy robbanásban veszíti életét. A démonok ellen minden erejével harcoló Gordon is Sam nyomába ered, mert meg van győződve róla, hogy a sötét erők átállították a fiút a maguk oldalára...                   |     |                                                                        |                 |                                                                    |                                        |             |
| 33. | 11. | Gyerekjáték (Playthings)                                               | Charles Beeson  | Matt Witten                                                        | 2007. január 18. 2008. január 11.      | 3,44 millió |
| Egy ódon kúriában működő kastélyszálló fiatal tulajdonosnője riasztó jelenségekre, megmagyarázhatatlan halálesetekre lesz figyelmes, amelyek egyre gyakrabban fordulnak elő. Susan már eldöntötte, hogy eladja a szállót, Dean és Sam pedig, akik utolsó vendégként érkeznek Susanhez, a különös jelek alapján arra gyanakszanak, valaki elátkozhatta a házat, ezért halnak meg azok, akik közreműködnének a költözésben... |     |                                                                        |                 |                                                                    |                                        |             |
| 34. | 12. | A bankrabló (Nightshifter)                                             | Phil Sgriccia   | Ben Edlund                                                         | 2007. január 25. 2008. január 18.      | 3,42 millió |
| Millwaukee városában egymás után történnek olyan súlyos rablások, amelyeket követően a tettesek váratlanul öngyilkosságot követnek el. A két Winchester testvér a helyszínre siet, és korábbi tapasztalataikból arra következtetnek, hogy egy alakváltóval állnak szemben. A lehetséges helyszínek felderítése során arra jutnak, hogy a szörny egy bankban fog legközelebb lecsapni... |     |                                                                        |                 |                                                                    |                                        |             |
| 35. | 13. | Angyalok otthona (Houses of The Holy)                                  | Kim Manners     | Sera Gamble                                                        | 2007. február 1. 2008. január 25.      | 3,37 millió |
| Rhode Island fővárosában rejtélyes gyilkosságok történnek, amelyek során az elkövetők maguk adják fel magukat, és érdekes módon nem megbánásról, hanem lelki békéről számolnak be tettük elkövetése után, valamint hogy egy angyal parancsára gyilkoltak. Sam és Dean, amikor nekilátnak felderíteni az esetet, rájönnek, hogy az áldozatok mind gonosz, bűnös emberek voltak, valamint hogy a közeli templomban nem sokkal korábban meggyilkolt papnak is köze lehet a történtekhez...                                                             |     |                                                                        |                 |                                                                    |                                        |             |
| 36. | 14. | Rossz vér (Born Under A Bad Sign)                                      | J. Miller Tobin | Cathryn Humphris                                                   | 2007. február 8. 2008. február 1.      | 2,84 millió |
| Sam egész hétre eltűnik Dean szeme elől. Amikor felbukkan egy motelszobában, mindene csupa vér, és elmondja bátyjának, hogy fogalma sincs, mi történt vele. Dean megpróbálja kideríteni, merre járhatott és mit csinálhatott Sam. Amikor a nyomok egy másik démonvadász házához vezetnek, akit elvágott torokkal találnak meg, mindketten a legrosszabbtól tartanak: lehet, hogy Sam öntudatlanul gyilkossá vált? |     |                                                                        |                 |                                                                    |                                        |             |
| 37. | 15. | A szemfényvesztő (Tall Tales)                                          | Bradford May    | John Shiban                                                        | 2007. február 15. 2008. február 8.     | 3,03 millió |
| Különös dolgok történnek egy egyetemi campuson, és amikor egy professzor rejtélyes körülmények között meghal. Sam és Dean a helyszínre mennek, hogy kinyomozzák az esetet. Siker helyett azonban mind inkább egymás torkának esnek, nem jutnak előre az ügyben, ráadásul egyre újabb áldozatokat találnak... |     |                                                                        |                 |                                                                    |                                        |             |
| 38. | 16. | Halálút (Road Kill)                                                    | Charles Beeson  | Raelle Tucker                                                      | 2007. március 15. 2008. február 15.    | 3,52 millió |
| Molly és férje autójukkal elhagyatott útszakaszon haladnak, amikor hirtelen egy, az úton álló férfi miatt az asszonynak félre kell kapnia a kormányt, és karamboloznak. Amikor Molly magához tér a vezetőülésen, férje már nincs ott. Sam és Dean találnak rá a kétségbeesett nőre, de azt is tudják, hogy ezen az útszakaszon minden évben egy farmer gonosz szelleme kísért, akit évekkel korábban itt ütöttek el. Mivel minden jel arra utal, hogy most Mollyn akar bosszút állni, a fivérek elhatározzák, hogy felkutatják, és végeznek vele... |     |                                                                        |                 |                                                                    |                                        |             |
| 39. | 17. | A vérfarkas (Heart)                                                    | Kim Manners     | Sera Gamble                                                        | 2007. március 22. 2008. február 22.    | 3,38 millió |
| San Franciscóban kegyetlen gyilkosságok borzolják a hatóságok idegeit: az állati módon szétmarcangolt hullákból ráadásul minden esetben eltűnt a szívük. Amikor egy fiatal lány, Madison is hasonlóképpen veszíti el a barátját, Sam és Dean keresi fel őt, és megpróbálják megvédeni. Nemsokára rájönnek, hogy a tettes csakis egy emberi állat, egy vérfarkas lehet, ráadásul pár napon belül ismét holdtölte lesz... |     |                                                                        |                 |                                                                    |                                        |             |
| 40. | 18. | A filmstúdió fantomja (Hollywood Babylon)                              | Phil Sgriccia   | Ben Edlund                                                         | 2007. április 19. 2008. február 29.    | 3,25 millió |
| Sam és Dean Los Angelesben járnak, és a hollywoodi filmstúdiókat látogatják érdeklődőként, bár ez nem véletlen. Az egyik stúdióban ugyanis horrorfilmet forgatnak, de a stábtagok közül egyre többen halnak rejtélyes, és kegyetlen halált. A két testvér arra gondol, hogy talán egy bosszúálló szellem lehet a háttérben, aki ott kísért.... |     |                                                                        |                 |                                                                    |                                        |             |
| 41. | 19. | Börtönbalhé (Folsom Prison Blues)                                      | Mike Rohl       | John Shiban                                                        | 2007. április 26. 2008. március 7.     | 3,33 millió |
| Egy fegyintézetben rejtélyes halálesetek történnek: előbb rabok, majd egy őr is titokzatos és hirtelen szívrohamban hal meg. Sam és Dean elhatározzák, hogy bejutnak a börtönbe, mivel arra gyanakszanak, hogy egy bosszúálló szellem áll a háttérben. Ehhez azonban el kell fogatniuk magukat a rendőrséggel. Egyedül arra nem számítottak, hogy éppen Henriksen ügynök veszi kézbe az ügyüket, akinek a kezéből egyszer már kicsúsztak Millwaukee-ban...                                                                                          |     |                                                                        |                 |                                                                    |                                        |             |
| 42. | 20. | Szellem a palackból (What Is and What Should Never Be)                 | Eric Kripke     | Raelle Tucker                                                      | 2007. május 3. 2008. március 14.       | 3,11 millió |
| Sam és Dean ez alkalommal egy dzsinnt üldöznek, aki embereket ragad magával, és kiszívja az életerejüket. Amikor Dean szembekerül vele, a szörnyeteg nem öli meg, hanem elkábítja, és magával viszi egy másik világba, egy olyan valóságba, ahol Dean anyja újra él, Sam sikeres és éppen nősülés előtt áll. Mindez annak a megvalósulása, amit Dean titkon kívánt, de hamarosan rádöbben, hogy mégsincs rendben valami... |     |                                                                        |                 |                                                                    |                                        |             |
| 43. | 21. | Ha a pokol elszabadul (1. rész) (All Hell Breaks Loose (Part 1))       | Robert Singer   | Sera Gamble                                                        | 2007. május 10. 2008. március 21.      | 2,90 millió |
| Samet váratlanul elragadja a sárga szemű démon, akit hosszú idő óta üldöznek, és egy kísértetvárosba hurcolja. Sam hamarosan felfedezi, hogy ott van a többi, hozzá hasonló "gyerek" is, például Ava és Andy akivel a démonnak még nagy tervei vannak. Amikor közöttük is aratni kezd a halál, rádöbben, hogy valami nincs rendjén, és csak egy módon tud menekülni. Ekkor azonban váratlan és döbbenetes esemény történik... |     |                                                                        |                 |                                                                    |                                        |             |
| 44. | 22. | Ha a pokol elszabadul (2. rész) (All Hell Breaks Loose (Part 2))       | Kim Manners     | Történet: Eric Kripke & Michael T. Moore Forgatókönyv: Eric Kripke | 2007. május 17. 2008. március 28.      | 2,72 millió |
| Dean, hogy visszahozza valahogy az életbe Samet, akit Jake döfött halálra, üzletet köt egy démonnal. A lelkéért cserébe azt kéri, támassza fel Samet, amit a démon meg is tesz. Hamarosan Bobbyval és Ellennel közösen veszik üldözőbe Jake-et, aki egy démonoktól elzárt terület felé tart. Rájönnek, hogy a gonosz erőknek nem "hadseregként" volt szükségük a különleges "gyerekekre", hanem eszközként, amellyel ki tudják tárni a pokol kapuját, így szó szerint elszabadulna a pokol...                                                       |     |                                                                        |                 |                                                                    |                                        |             |

### 3. évad (2007-2008)
| Sor. | Év. | Cím                                                   | Rendező         | Író                                                                     | Premier                              | Nézettség   |
| --- | --- | ----------------------------------------------------- | --------------- | ----------------------------------------------------------------------- | ------------------------------------ | ----------- |
| 45. | 1.  | A hét halálos bűn (The Magnificent Seven)             | Kim Manners     | Eric Kripke                                                             | 2007. október 4. 2011. február 10.   | 2,97 millió |
| Sam azonnal harcba szállna, hogy hátráltassa az apokalipszist, amely valóságos fenyegetést jelent az emberiségre, ám Dean az alku szerinti hátralévő egy évében gondtalanul akar élni. Közben Bobby értesíti a testvéreket, hogy Nebraskában démoni jelekről számoltak be, és kiderül, hogy a hét démon nem más, mint a hét halálos főbűn. |     |                                                       |                 |                                                                         |                                      |             |
| 46. | 2.  | A gyerekek jól vannak (The Kids Are Alright)          | Phil Sgriccia   | Sera Gamble                                                             | 2007. október 11. 2011. február 17.  | 3,16 millió |
| Egy kisvárosi lakónegyedben különösen kezdenek viselkedni egyes gyerekek. Sam és Dean odautaznak, hogy megvizsgálják a dolgot, és rájönnek, hogy egy gonosz lény rabolta el és másolta le a gyerekeket, hogy a helyükbe lépjen. Dean dolgát nem könnyíti meg, hogy éppen nyolc éve volt kapcsolata az egyik egyedülálló anyukával, akinek szintén érintett kisfia pont nyolcéves.                                                                                                |     |                                                       |                 |                                                                         |                                      |             |
| 47. | 3.  | Mágikus balszerencse (Bad Day at Black Rock)          | Robert Singer   | Ben Edlund                                                              | 2007. október 18. 2011. február 24.  | 3,03 millió |
| A két testvér egy nyomot követve megtalálja apjuk titkos raktárát, ahonnét eltűnt egy doboz, melybe John mágikus, átokhozó tárgyakat zárt el. A tolvajok kinyitják, és benne egy nyúllábat találnak, amely tulajdonosának hihetetlen szerencsét hoz, ám ha az illető elveszíti, gyorsan következik a pechszéria, és végül a halál. A nyúlláb véletlenül Sam kezébe kerül, ám mikor ellopják tőle, a két fiúnak gyorsan kell cselekednie, hogy megelőzzék a bajt.                 |     |                                                       |                 |                                                                         |                                      |             |
| 48. | 4.  | A bűn városa (Sin City)                               | Charles Beeson  | Robert Singer & Jeremy Carver                                           | 2007. október 25. 2011. március 3.   | 3,02 millió |
| Egy csendes kisváros istenfélő lakói megmagyarázhatatlanul megváltoznak: már csak a hedonista élvezeteknek, nőknek, italnak, és a szerencsejátéknak élnek. Sam és Dean nyomozni kezd, és Deannek hamarosan ki kell találnia, mit is kezdjen egy olyan helyzetben, ahol kettesben van egy felettébb vonzó démonnal, ám ahonnét egyikük sem menekülhet. Bobby eközben megpróbálja újjáépíteni a démonok ellen bevethető Coltot, és ehhez váratlan helyről kap segítséget.          |     |                                                       |                 |                                                                         |                                      |             |
| 49. | 5.  | Esti mese (Bedtime Stories)                           | Mike Rohl       | Cathryn Humphris                                                        | 2007. november 1. 2011. március 10.  | 3,24 millió |
| Különös gyilkosságok történnek egy városban, ahol a támadás több áldozatának valamelyike általában túléli a megrázó élményt. Samnek hamar szemet szúr, hogy az elkövetés módszere egy-egy közismert mese gonosz elemeit követi. Amikor rájönnek, hogy ki és miért állhat a véletlenszerű támadások mögött, meg kell idézniük a szellemét, majd pedig rábeszélni, hagyjon fel a vérengzéssel.                                                                                     |     |                                                       |                 |                                                                         |                                      |             |
| 50. | 6.  | A kísértethajó (Red Sky At Morning)                   | Cliff Bole      | Laurence Andries                                                        | 2007. november 8. 2011. március 17.  | 3,01 millió |
| Viharos éjszakákon egy szellemhajót vélnek látni egy tengerparti városka lakói. Ám akik megpillantották a kísértetvitorlást, hamarosan kegyetlen halált halnak. Sam és Dean nyomozni kezd, és rájönnek, hogy egy XIX. században, 37 évesen kivégzett matróz tér vissza 37 évenként, hogy gyilkoljon. Amikor Bela is felbukkan, hogy megrendelőjének megszerezze a szellem egyik relikviáját, a helyzet csak bonyolódik, mivel a fiúknak immár ellenfelüket is védelmezniük kell. |     |                                                       |                 |                                                                         |                                      |             |
| 51. | 7.  | Friss vér (Fresh Blood)                               | Kim Manners     | Sera Gamble                                                             | 2007. november 15. 2011. március 24. | 2,88 millió |
| Egy fiatal lányt vámpírrá változtat az emberalakot öltő, de kihalóban levő faj egyik képviselője, Dixon. Dean és Sam már nem tudják megmenteni, és mivel a vámpírokat csak lefejezéssel lehet elpusztítani, csak egyet tehetnek. Eközben Gordon, aki megesküdött, hogy megöli Samet, akit Antikrisztus tart, kiszabadul a börtönből, és a fiúk után ered. Hamarosan ő is találkozik a vámpírral.                                                                                 |     |                                                       |                 |                                                                         |                                      |             |
| 52. | 8.  | A karácsony odaát van (A Very Supernatural Christmas) | J. Miller Tobin | Jeremy Carver                                                           | 2007. december 13. 2011. március 31. | 3,02 millió |
| Közeleg a karácsony, és ez gyerekkorukból sem a legkellemesebb emlékeket idézi fel a Winchester fiúk számára. A közeli kisvárosban különös, kegyetlen módon rabolnak el néhány embert: a gyerekek szeme láttára a kéményen ráncigálja ki őket valaki. Sam és Dean először egyfajta gonosz Mikulásra gyanakszik, de aztán rájönnek, hogy emberalakot öltött pogány istenek állhatnak a háttérben.                                                                                 |     |                                                       |                 |                                                                         |                                      |             |
| 53. | 9.  | Végzetes boszorkák (Malleus Maleficarum)              | Robert Singer   | Ben Edlund                                                              | 2008. január 31. 2011. április 7.    | 2,95 millió |
| Egy kisvárosi hölgykoszorú tagjai látszólag ártatlan boszorkány praktikákat űznek, hogy előrébb jussanak az életben. Amikor azonban több áldozata is esik a játéknak, felbukkan a két Winchester fivér. Hamarosan rájönnek, hogy a praktikáknak fele sem tréfa, és hogy a nők közül valamelyik olyan hatalommal bír, ami ellen nekik is igen kevés eszközük akad. |     |                                                       |                 |                                                                         |                                      |             |
| 54. | 10. | Álom, álom, rémes álom (Dream a Little Dream of Me)   | Steve Boyum     | Történet: Sera Gamble & Cathryn Humphris Forgatókönyv: Cathryn Humphris | 2008. február 7. 2011. április 14.   | 2,68 millió |
| Bobby kórházba kerül, amikor kómás állapotban találják meg. Noha látszólag minden életfunkciója rendben, mégsem tér magához. Egy egyetemi kutató kísérletének alanyát kikérdezve Sam és Dean rádöbbennek, hogy csak akkor rángathatják vissza Bobbyt a valóságba, ha valamilyen módon maguk is behatolnak a rémálmok világába. |     |                                                       |                 |                                                                         |                                      |             |
| 55. | 11. | Időcsapda (Mystery Spot)                              | Kim Manners     | Történet: Jeremy Carver & Emily McLaughlin Forgatókönyv: Jeremy Carver  | 2008. február 14. 2011. április 21.  | 2,97 millió |
| Sam és Dean egy kisvárosban történt rejtélyes eset után nyomoznak, amikor Deant hirtelen halálos lövés éri. Sam rémülten próbál tenni valamit, de hirtelen arra ébred, hogy ugyanaznap reggel van, és ismét indulnak nyomozni. Amikor Dean ismét meghal, Sam pedig újfent ugyanarra a napra ébred, rájön, hogy egy gonosz ellenfelük végtelenített időhurokba zárta őket, ezért élik át újra és újra a szörnyű napot.                                                            |     |                                                       |                 |                                                                         |                                      |             |
| 56. | 12. | Démonok márpedig vannak (Jus In Bello)                | Phil Sgriccia   | Sera Gamble                                                             | 2008. február 21. 2011. április 28.  | 3,23 millió |
| Henriksen FBI-ügynök régóta üldözi a két Winchester fiút, s most sikerül elfognia őket. Henriksen a helyi rendőrségi fogdába viszi a fiúkat, ahol erős őrizetet rendel melléjük. Hamarosan azonban olyan események történnek, amelyek - meggyőződése ellenére - igazolják, hogy démonok mégis léteznek. Vállvetve kell harcolnia a túlélésért Sammel és Deannel egy maroknyi csapat élén.                                                                                        |     |                                                       |                 |                                                                         |                                      |             |
| 57. | 13. | Szellemharcosok (Ghostfacers)                         | Phil Sgriccia   | Ben Edlund                                                              | 2008. április 24. 2011. május 5.     | 2,22 millió |
| A Morton-ház kísértetjárta hely, s ezt szemeli ki a két "szellemvadász", a korábban már megismert Ed és Harry arra, hogy saját rémisztő valóságshow-t kreáljon. Amikor azonban kis csapatukból többen is eltűnnek, kénytelenek rájönni, hogy ennek fele sem tréfa. Az időközben odaérkező Sam és Dean segítségével valahogy ki kell húzniuk reggelig... |     |                                                       |                 |                                                                         |                                      |             |
| 58. | 14. | Távolsági hívás (Long-Distance Call)                  | Robert Singer   | Jeremy Carver                                                           | 2008. május 1. 2011. május 12.       | 2,63 millió |
| Egy ohiói kisvárosban egyre több embert hív fel telefonon egy-egy halott családtag - s a hívások után egyre többen követnek el öngyilkosságot. Dean és Sam megpróbálják kinyomozni, hogy milyen lény húzódhat meg a háttérben, de ekkor Dean telefonja is megcsörren, és rég halott apja jelentkezik... |     |                                                       |                 |                                                                         |                                      |             |
| 59. | 15. | Az örök élet titka (Time Is On My Side)               | Charles Beeson  | Sera Gamble                                                             | 2008. május 8. 2011. május 19.       | 2,55 millió |
| Sam és Dean rábukkannak egy XIX. századi orvosra, aki úgy gondolta, megtalálta az örök élet titkát. Ehhez csak arra volt szüksége, hogy időről időre kivágja más emberek szerveit, és azokat magába ültesse. Bobby eközben ráakad Bela nyomára is, és Dean elindul, hogy leszámoljon vele. |     |                                                       |                 |                                                                         |                                      |             |
| 60. | 16. | Pokoljárás (No Rest for the Wicked)                   | Kim Manners     | Eric Kripke                                                             | 2008. május 15. 2011. május 26.      | 3,00 millió |
| Mivel nem kínálkozik más megoldás, és vészesen közeleg a Dean által haladékul kapott egy év vége, Sam elhatározza, megidézi Rubyt, hogy az ő segítségével tudjanak szembeszállni Lilith-tel. Utuk egy kisvárosba vezet, amelyet teljesen elleptek a démonok, s hamarosan sor kerül a nagy összecsapásra is. |     |                                                       |                 |                                                                         |                                      |             |

### 4. évad (2008-2009)
| Sor. | Év. | Cím                                                                   | Rendező         | Író                                                            | Premier                                  | Nézettség   |
| --- | --- | --------------------------------------------------------------------- | --------------- | -------------------------------------------------------------- | ---------------------------------------- | ----------- |
| 61. | 1.  | Feltámadás (Lazarus Rising)                                           | Kim Manners     | Eric Kripke                                                    | 2008. szeptember 18. 2012. augusztus 17. | 3,96 millió |
| Több hónappal azután, hogy a Pokolra került, Dean megmagyarázhatatlanul magához tér. Bobby és Sam képtelenek elhinni, hogy Dean, akit halottnak gondoltak, mégis él. A fivérek Bobbyval együtt felkeresnek egy médiumot, hogy megtudják, ki segített Deannek, és miért. Pamela megfizet azért, hogy megtudja, Castiel volt az, aki nem más, mint az Úr egyik angyala. |     |                                                                       |                 |                                                                |                                          |             |
| 62. | 2.  | Isten szeme mindent lát (Are You There God? It's Me, Dean Winchester) | Phil Sgriccia   | Történet: Sera Gamble & Lou Bollo Forgatókönyv: Sera Gamble    | 2008. szeptember 25. 2012. augusztus 24. | 3,18 millió |
| Bobby a két fivér segítségét kéri, amikor rádöbben, hogy egyre több vadásszal végeznek. Sam és Dean rájönnek, hogy mindenkit azoknak a halottaknak a szellemei kísértenek, akiknek a halálát ők maguk okozták, vagy akiket nem tudtak megmenteni. Felbukkan Meg Masters, Henriksen ügynök, és a Bobby által meg nem mentett két kislány szelleme is, akik Sam, Dean és Bobby életére törnek. |     |                                                                       |                 |                                                                |                                          |             |
| 63. | 3.  | Rég elveszettnek hitt dolgok (In The Beginning)                       | Steve Boyum     | Jeremy Carver                                                  | 2008. október 2. 2012. augusztus 31.     | 3,51 millió |
| Castiel visszarepíti Deant 1973-ba, abba az időbe, amikor apja, John még csak udvarolt Marynek. Dean minden erejével azon van, hogy eltérítse a családot arról az útról, amelyen később elindulnak, de rá kell jönnie, hogy a sors ellen nem hadakozhat. Megtudja, hogy nem apjuk, hanem anyjuk, Mary volt az igazi "vadász", mivel a természetfeletti gonosz erők elleni harc az ő felmenőitől eredő hagyomány. Dean a múltban ismét szembekerül a Sárgaszemű Démonnal...                                                                           |     |                                                                       |                 |                                                                |                                          |             |
| 64. | 4.  | Átváltozások (Metamorphosis)                                          | Kim Manners     | Cathryn Humphris                                               | 2008. október 9. 2012. szeptember 7.     | 3,15 millió |
| Sam továbbra is Rubyval közösen űzi a démonokat, Dean azonban pokoli dühös, amikor erre rájön - miután Castiel már elmondta neki, hogy áll a dolog. Próbálja rávenni Samet arra, hogy ne használja erőit, de úgy tűnik, mindhiába. Amikor egy régi ismerősük, Travis keresi meg a fiúkat, hogy segítsenek egy közeli városban lakó vérfarkas ellen, Sam a meggyőzés erejében hisz inkább, Dean és Travis viszont teljes erővel, könyörtelenül akar lecsapni.                                                                                         |     |                                                                       |                 |                                                                |                                          |             |
| 65. | 5.  | Szörnyfilm (Monster Movie)                                            | Robert Singer   | Ben Edlund                                                     | 2008. október 16. 2012. szeptember 14.   | 3,06 millió |
| Az egyik áldozaton talált nyomok vámpírra utalnak, egy fiatalembert pedig később egy vérfarkas marcangol szét. Valaki arról számol be, hogy Drakulát látta felbukkanni. Sam és Dean kideríti, hogy egy alakváltóval állnak szemben, akinek különös mániája, hogy életre keltse az általa imádott szörnyfilmek világát. |     |                                                                       |                 |                                                                |                                          |             |
| 66. | 6.  | Sárgaláz (Yellow Fever)                                               | Phil Sgriccia   | Andrew Dabb & Daniel Loflin                                    | 2008. október 23. 2012. szeptember 21.   | 3,25 millió |
| Sam és Dean egy kisvárosban nyomoz, ahol rejtélyes halálesetek történtek. Látszólag egészséges férfiak haltak meg szívrohamban. A fiúk valamelyik démont, vagy szellemet sejtik a dolog hátterében, ám a nyomokból kiderül, hogy a titokzatos kísértet-kórral van dolguk... |     |                                                                       |                 |                                                                |                                          |             |
| 67. | 7.  | Boszorkányság (It's The Great Pumpkin, Sam Winchester)                | Charles Beeson  | Julie Siege                                                    | 2008. október 30. 2012. szeptember 28.   | 3,55 millió |
| Halloween napja van, a fiúk azonban nincsenek ünnepi hangulatban, mert egy településen furcsa, ijesztő halálesetek történnek. Amikor elkezdik keresni az okokat, Sam megtudja a Halloween valódi, kelta eredetét. Ezen az éjszakán egy gonosz démont, Samhaint igyekeztek távol tartani maguktól az emberek. A mostani jelek arra utalnak, hogy egy boszorkány ezt a démont igyekszik újra megidézni. |     |                                                                       |                 |                                                                |                                          |             |
| 68. | 8.  | A kívánságok kútja (Wishful Thinking)                                 | Robert Singer   | Történet: Ben Edlund & Lou Bollo Forgatókönyv: Ben Edlund      | 2008. november 6. 2012. október 5.       | 3,24 millió |
| Sam és Dean egy kisvárosban olyan megmagyarázhatatlan események után nyomoz, amikor titokzatos, sosem látott lények bukkannak fel. A fiúk kiderítik, hogy egy ősi babiloni érme a ludas a dologban, amely egy szökőkútba dobva mindenki kívánságát teljesíti. Dean is kipróbálja a dolgot, és hamar rá kell jönnie, hogy a kívánságok el is vesznek valamit attól, ami kíván, és visszás, sőt veszélyes helyzetet teremtenek. Sammel együtt meg kell találniuk azt, aki először kívánt, hogy megmenthessék a kisvárost.                              |     |                                                                       |                 |                                                                |                                          |             |
| 69. | 9.  | Tudom, mit tettél tavaly nyáron (I Know What You Did Last Summer)     | Charles Beeson  | Sera Gamble                                                    | 2008. november 13. 2012. október 12.     | 2,92 millió |
| Fiatal nőt ápolnak egy elmegyógyintézetben, aki állítólag súlyos téveszmék áldozata. Anna Milton esete felkelti Sam és Dean érdeklődését, annál is inkább, mivel Ruby számol be róla, akit Dean továbbra is hevesen gyűlöl. Sam amellett kardoskodik, hogy bízzanak meg a lányban, és fogadják el a segítségét, ezért arra kényszerül, hogy elmondja bátyjának, milyen közel kerültek egymáshoz Rubyval, amíg Dean a pokolban volt. |     |                                                                       |                 |                                                                |                                          |             |
| 70. | 10. | Angyalok és démonok (Heaven and Hell)                                 | J. Miller Tobin | Történet: J. Miller Tobin Forgatókönyv: Eric Kripke            | 2008. november 20. 2012. október 19.     | 3,34 millió |
| Castiel és Uriel kis híján végeznek Annával, amikor a lány egy varázslat segítségével elűzi őket. Sam és Dean Pamelához, a médiumhoz viszik Annát, hogy kiderítsék, mi lappang a lelke mélyén, miért olyan fontos a démonoknak és az angyaloknak is. Legnagyobb döbbenetükre kiderül, hogy Anna maga is angyal volt, de mivel engedetlenné vált, levetették a mennyből, és most a Földön kell élnie, emberként. A fiúk, Ruby segítségével azon igyekeznek, hogy visszaszerezzék Anna angyali "szellemét".                                            |     |                                                                       |                 |                                                                |                                          |             |
| 71. | 11. | Csonka család (Family Remains)                                        | Phil Sgriccia   | Jeremy Carver                                                  | 2009. január 15. 2012. október 26.       | 2,98 millió |
| Sam és Dean egy vidéki farmházat keresnek fel, ahol megmagyarázhatatlan és kegyetlen haláleset történt. Nem sokkal később egy városi család veszi meg a birtokot, akik egy családi tragédia után akarnak más helyre költözni, de a fiúk megpróbálják óva inteni őket ettől. Minden jel arra utal, hogy kísértet járta házzal van dolguk, és hogy az ott tanyázó szellem válogatás nélkül gyilkol. |     |                                                                       |                 |                                                                |                                          |             |
| 72. | 12. | Halálos bűvölet (Criss Angel Is A Douchebag)                          | Robert Singer   | Julie Siege                                                    | 2009. január 22. 2012. november 9.       | 3,06 millió |
| Egy iowai városban nemzetközi varázsló- és bűvésztalálkozót rendeznek, amelyen részt vesz a három kiöregedett mester, Jay, Charlie és Vernon is. Jay lélekben már mindent feladott, és egy veszélyes mutatványt is csak azért vállal be, mert így akar véget vetni saját életének. A mutatvány azonban páratlanul sikeresen végződik. Azonban Sam és Dean kiderítik, hogy ennek kegyetlen ára volt: egy másik ember élete. |     |                                                                       |                 |                                                                |                                          |             |
| 73. | 13. | Szorgalmi feladat (After School Special)                              | Adam Kane       | Andrew Dabb & Daniel Loflin                                    | 2009. január 29. 2012. november 16.      | 3,56 millió |
| Egy iskola diákjai között megmagyarázhatatlan, erőszakos események történnek. Sam és Dean vegyes érzésekkel kezd nyomozni az ügyben, hiszen sok-sok évvel korábban egy rövid ideig együtt jártak ebbe az iskolába. Sam emlékei között felbukkan egy Dirk nevű fiú, aki sokakat sanyargatott, és ezért Sam bosszút állt rajta. Idővel mindketten rájönnek, hogy az ő szelleme kísért még a falak között... |     |                                                                       |                 |                                                                |                                          |             |
| 74. | 14. | Halálosan szeretlek (Sex and Violence)                                | Charles Beeson  | Cathryn Humphris                                               | 2009. február 5. 2012. november 23.      | 3,37 millió |
| Egy iowai kisvárosban különös halálesetek történnek. A Winchester fivérek nyomozni kezdenek, és idővel rájönnek, hogy nem szellemmel vagy démonnal, hanem a mitológiából is jól ismert szirénnel van dolguk, aki képes az emberek legbensőbb vágyait kifürkészve, és azokra alapozva rávenni őket olyan dolgokra, melyre egyébként képtelenek volnának. Dean gyanakodni is kezd, hogy egy készségesen segítő, vonzó doktornő lehet az alakváltó szirén, de azzal nem számol, hogy az illető férfialakot is ölthet.                                   |     |                                                                       |                 |                                                                |                                          |             |
| 75. | 15. | A halál és a fiúcska (Death Takes A Holiday)                          | Steve Boyum     | Jeremy Carver                                                  | 2009. március 12. 2012. november 30.     | 2,84 millió |
| A Winchester fivérek olyan városban nyomoznak, ahol különös módon nem hal meg senki. Kiderül, hogy a Kaszást csapdába ejtették, és így nincs, aki a lelkeket átsegítse a túlvilágra. Ennek az a következménye, hogy a kísértetek helyben maradnak, és nem tűnnek el. Sam és Dean Pamela segítségével kilépnek saját testükből, hogy asztrál-formában rendezhessék el a helyzetet az egyik kisfiú, Cole szellemével. Dean felismeri Tessát, a Kaszást, aki rábeszéli a Winchester fiút, hogy segítsen neki.                                           |     |                                                                       |                 |                                                                |                                          |             |
| 76. | 16. | Vallatás (On The Head Of A Pin)                                       | Mike Rohl       | Ben Edlund                                                     | 2009. március 19. 2012. december 7.      | 3,37 millió |
| Castiel és Uriel foglyul ejtették Alastairt, a démont. Castiel Deant bízza meg, hogy szedje ki belőle a démonok terveit, hiszen Dean a pokolban már bebizonyította vallatói és kínzói képességeit. A vallatás során döbbenetes dolgok derülnek ki, többek között az is, hogy az angyalok gyilkosát nem a démonok között kell keresni. Az égi lények soraiban áruló van, mégpedig Uriel. |     |                                                                       |                 |                                                                |                                          |             |
| 77. | 17. | Illúziók (It's A Terrible Life)                                       | James L. Conway | Sera Gamble                                                    | 2009. március 26. 2012. december 14.     | 3,13 millió |
| Dean egy napon arra ébred, hogy a Wall Street egyik menő cégénél marketing-igazgató. Olybá tűnik, hogy egy alternatív realitás foglya, mivel korábbi életéről nem emlékszik semmire, és ezzel Sam is ugyanígy van, aki ugyanott dolgozik, egyszerű irodai alkalmazottként. A fiúk - annak ellenére, hogy ebben a világban nem ismerik egymást - ösztönösen összefognak, amikor az irodaház egykori tulajdonosának kísértete pusztítani kezd a cégnél.                                                                                                |     |                                                                       |                 |                                                                |                                          |             |
| 78. | 18. | A próféta (The Monster at the End of This Book)                       | Mike Rohl       | Történet: Julie Siege & Nancy Weiner Forgatókönyv: Julie Siege | 2009. április 2. 2012. december 21.      | 3,27 millió |
| Sam és Dean hátborzongató dologra bukkannak: egy boltban megtalálják az Odaát című kalandregény-sorozat köteteit, amelyben egészen pontosan és részletesen szerepel - a saját életük. Sikerül eljutniuk a könyvek írójához, Chuckhoz első látásra egy kétes egzisztenciájú és zárkózott fickónak tűnik. Castiel felfedi előtte, hogy Chuck próféta, és mint ilyen, az arkangyalok védelme alatt áll. Amikor Chuck azt is megjósolja, hogy Lilith meglátogatja Samet, hogy rávegye az együttműködésre, Dean mindent megtesz, hogy ezt megakadályozza. |     |                                                                       |                 |                                                                |                                          |             |
| 79. | 19. | Az elveszett fiú (Jump the Shark)                                     | Phil Sgriccia   | Andrew Dabb & Daniel Loflin                                    | 2009. április 23. 2013. január 4.        | 2,70 millió |
| A Winchester fivéreket nagyon meglepi, amikor apjuk, John egykori mobiljára érkezik egy hívás. A hívó egy 19 éves minnesotai fiú, Adam, akiről kiderül, hogy a féltestvérük. Hamarosan azonban Sam testrablók fogságába esik. |     |                                                                       |                 |                                                                |                                          |             |
| 80. | 20. | Démonok (The Rapture)                                                 | Charles Beeson  | Jeremy Carver                                                  | 2009. április 30. 2013. január 11.       | 2,95 millió |
| Deannek álmában megjelenik Castiel, aki valami fontos dolgot akar közölni vele. Találkára hívja Deant, aki viszont Sammel együtt a megadott helyen nem mást, mint Jimmyt találja, aki Castiel földi porhüvelyének hordozója. Sam és Dean igyekszik megtudni Jimmytől Castiel titkát, de amikor a férfi megszökik, hamar utol kell érniük, mert a démonoknak is az a céljuk, hogy elfogják őt. |     |                                                                       |                 |                                                                |                                          |             |
| 81. | 21. | A pusztulás útja (When The Levee Breaks)                              | Robert Singer   | Sera Gamble                                                    | 2009. május 7. 2013. január 18.          | 2,79 millió |
| Bobby és Dean úgy döntenek, hogy a Bobby pincéjében levő démonbiztos pánikszobába kell zárniuk Samet, hogy megszabaduljon a démonok hatásától. Samnek borzasztó rémlátomásai vannak, és úgy tűnik, nehezen fog kigyógyulni. Amikor Bobby megtudja, hogy a démonok újabb pecséteket törtek fel, rábeszéli Deant, hogy mégis engedjék szabadon Samet, hadd menjen Lilith után. |     |                                                                       |                 |                                                                |                                          |             |
| 82. | 22. | Lucifer diadala (Lucifer Rising)                                      | Eric Kripke     | Eric Kripke                                                    | 2009. május 14. 2013. január 25.         | 2,89 millió |
| Zakariás és Castiel megakadályozza Deant, hogy Sam után mehessen. Sam és Ruby Lilith nyomára akad, és megtudja, hogy egy zárdában, éjfélkor akarja feltörni az utolsó pecsétet. Sam nem is sejti, hogy Lilith maga az utolsó pecsét. |     |                                                                       |                 |                                                                |                                          |             |

### 5. évad (2009-2010)
| Sor. | Év. | Cím                                                     | Rendező         | Író                                                                                 | Premier                                 | Nézettség   |
| --- | --- | ------------------------------------------------------- | --------------- | ----------------------------------------------------------------------------------- | --------------------------------------- | ----------- |
| 83. | 1.  | Barátság az ördöggel (Sympathy for the Devil)           | Robert Singer   | Eric Kripke                                                                         | 2009. szeptember 10. 2013. december 13. | 3,40 millió |
| Sam és Dean nagy meglepetéssel tapasztalják, hogy valaki kimentette őket szorult helyzetükből. Bobbyt megszállja egy démon, de végül felülkerekedik rajta, azonban súlyosan megszúrja a saját lábát. Zakariás elmondja a fiúknak, hogy Mihály arkangyal akar megtestesülni Deanben, hogy elpusztíthassa Lucifert. Közben Lucifer a családját elvesztett Nick testében tér vissza a Földre. |     |                                                         |                 |                                                                                     |                                         |             |
| 84. | 2.  | Ha Isten velünk, ki ellenünk? (Good God, Y’All)         | Phil Sgriccia   | Sera Gamble                                                                         | 2009. szeptember 17. 2013. december 20. | 2,80 millió |
| Samet gyötri a bűntudat, hogy neki köszönheti a világ, hogy elkezdődött az Apokalipszis. Dean és Sam egy coloradói kisvárosba érkezik, ahol a Végítélet előjelei megjelentek és az emberek halomra gyilkolják egymást, mivel mindenhol démonokat látnak. Azonban a két fiú kideríti, hogy a démonokat valaki megidézi, sőt egyáltalán nem is léteznek. Már csak meg kell győzni róla a maroknyi túlélőt, valamint Ellent, Jot és Rufust.                                                                   |     |                                                         |                 |                                                                                     |                                         |             |
| 85. | 3.  | Légy hű önmagadhoz! (Free to Be You and Me)             | J. Miller Tobin | Jeremy Carver                                                                       | 2009. szeptember 24. 2014. január 10.   | 2,66 millió |
| Miután Dean és Sam útjai elváltak, Dean Castiellel próbál egy rejtély nyomába eredni: meg akarják találni Rafaelt, aki annak idején megölte Castielt. Sam eközben egy bisztróban vállal segédpincéri állást. Azonban a múlt itt is eléri: felbukkannak apja egykori vadászcimborái. Sam álmában megjelenik Jessica és különös kérdéseket tesz fel neki, majd kiderül, hogy csak Lucifer egyik alakja volt, aki biztosítja Samet: ő az igazi eszköze, a test, amelyben megtestesül majd.                    |     |                                                         |                 |                                                                                     |                                         |             |
| 86. | 4.  | A vég (The End)                                         | Steve Boyum     | Ben Edlund                                                                          | 2009. október 1. 2014. január 17.       | 2,62 millió |
| Dean Zakariás jóvoltából egyszer csak öt évvel később találja magát ezért, hogy megtudja, mik lesznek a tettei következményei. Találkozik öt évvel idősebb önmagával és a kezdeti bizalmatlanság után jövőbeli énje elmondja neki, hogy a Croatoan vírus pusztítja a lakosságot és Sam igent mondott Lucifernek. |     |                                                         |                 |                                                                                     |                                         |             |
| 87. | 5.  | Ledöntött bálványok (Fallen Idols)                      | James L. Conway | Julie Siege                                                                         | 2009. október 8. 2014. január 24.       | 2,47 millió |
| Dean és Sam útja egy kisvárosba vezet, ahol híres emberek kísértetei embereket gyilkolnak. Kiderül, hogy az áldozatok így vagy úgy, de gyilkosaik rajongói voltak. A nyomok a helyi panoptikumba vezetnek, ahol kiderül, hogy mindegyik hírességnek található ott egy személyes tárgya. |     |                                                         |                 |                                                                                     |                                         |             |
| 88. | 6.  | Teremtők (I Believe the Children Are Our Future)        | Charles Beeson  | Andrew Dabb & Daniel Loflin                                                         | 2009. október 15. 2014. január 31.      | 2,59 millió |
| Az Alliance nevű kisvárosban különös dolgok történnek: sorra megelevenednek azok a hiedelmek, amelyek a gyerekek fejében élnek és a játékok gyilkos eszközökké válnak mit sem sejtő használóik kezében. Sam és Dean eljutnak egy nőhöz, akinek a gyermeke félig démon, félig ember, s akiről kiderül, hogy a furcsa események irányítója. |     |                                                         |                 |                                                                                     |                                         |             |
| 89. | 7.  | Halálos tét (The Curious Case Of Dean Winchester)       | Robert Singer   | Történet: Sera Gamble & Jenny Klein Forgatókönyv: Sera Gamble                       | 2009. október 29. 2014. február 7.      | 2,90 millió |
| Dean és Sam tudomást szerez egy férfiról, aki a pókerben nem zsetonokban, hanem években játszik ellenfeleivel, és aki veszít ellene, az nagyon hirtelen megöregszik és meghal. Azonban amikor Bobby is látványosan öregedni kezd, Dean nem hagyja annyiban és beszáll játszani a barátjáért a titokzatos Patrick-kel. Bobby-t kiváltja, ám ő maga megöregszik. Most Sam-en a sor. |     |                                                         |                 |                                                                                     |                                         |             |
| 90. | 8.  | Szemfényvesztő (Changing Channels)                      | Charles Beeson  | Jeremy Carver                                                                       | 2009. november 5. 2014. február 14.     | 2,65 millió |
| Sam és Dean egészen elképesztő kalandokba keverednek. Először egy férfi halála ügyében nyomoznak, akit maga Hihetetlen Hulk ölt meg, majd bekerülnek a tévé világába, ahol egy kórházsorozatba, majd egy kvízműsorba és egy krimisorozatba csöppennek. Kiderül, hogy mindezt a Szemfényvesztőnek köszönhetik, aki játszadozik velük, és hamarosan arra is rájönnek, hogy a Szemfényvesztő nem az, akinek mondja magát.                                                                                     |     |                                                         |                 |                                                                                     |                                         |             |
| 91. | 9.  | Az igazi szellemirtók (The Real Ghostbusters)           | James L. Conway | Történet: Nancy Weiner Forgatókönyv: Eric Kripke                                    | 2009. november 12. 2014. február 21.    | 2,69 millió |
| Sam és Dean megérkezik egy különös szállodába, ahol találkoznak Chuckkal. Samék azt hiszik, Chuck hívta őket élet-halál ügyben, de kiderül, hogy csak Becky akarta elcsalni őket az Odaát-rajongók szerepjátékkal tűzdelt, első találkozójára. Amikor rájönnek, hogy a szállodában nem csak a játék kedvéért vannak kísértetek, Sam és Dean beszáll a játékba és az egykori árvaház tulajdonosnője szellemének nyomába ered.                                                                               |     |                                                         |                 |                                                                                     |                                         |             |
| 92. | 10. | Hagyj fel minden reménnyel! (Abandon All Hope)          | Phil Sgriccia   | Ben Edlund                                                                          | 2009. november 19. 2014. február 28.    | 2,51 millió |
| Becky információja alapján Sam és Dean felkeresik a Crowley nevű démont, aki végre-valahára odaadja nekik azt a pisztolyt, amivel végezhetnek az ördöggel, sőt azt is megmondja, hol találhatják. A fivérek Ellen és Jo társaságában utaznak Carthage városába, ahol a Jelenések könyvének előjelei mutatkoznak. Itt azonban összefutnak Meggel, aki rájuk szabadítja a pokolkutyákat, és Jo súlyosan megsebesül.                                                                                          |     |                                                         |                 |                                                                                     |                                         |             |
| 93. | 11. | Az őrület határán (Sam, Interrupted)                    | James L. Conway | Andrew Dabb & Daniel Loflin                                                         | 2010. január 21. 2014. március 7.       | 2,79 millió |
| Egy pszichiátriai intézetben szörnyeteg garázdálkodik, aki válogatás nélkül végez a betegekkel, az orvosok viszont öngyilkosságnak vélik az eseteket. Sam és Dean apjának régi barátja, Martin is az intézet lakója, aki felkéri a fiúkat, vizsgálják meg a körülményeket. A fiúknak hamarosan szembe kell nézniük saját démonaikkal, majd azt veszik észre, hogy ők maguk is az őrület határára sodródtak.                                                                                                |     |                                                         |                 |                                                                                     |                                         |             |
| 94. | 12. | Testcsere (Swap Meat)                                   | Robert Singer   | Történet: Julie Siege & Rebecca Dessertine & Harvey Fedor Forgatókönyv: Julie Siege | 2010. január 28. 2014. március 14.      | 2,65 millió |
| Egy kisvárosban három gyerek: Gary, Trevor és Nora egy régi boszorkánykönyvvel játszadozik, és varázslataik hatására Gary és Sam testet cserél. Míg egy boszorkány-kísértet ügyében nyomoznak, Gary nagy üggyel-bajjal próbálja kimagyarázni Dean előtt Sam jellemének hirtelen változásait, maga Sam kénytelen megküzdeni Gary életének családi oldalával és a barátaival. Amikor azonban Trevor kijelenti, hogy alkut kötött a démonokkal és meg kell ölniük Deant, Sam akcióba lendül.                  |     |                                                         |                 |                                                                                     |                                         |             |
| 95. | 13. | Lejárt lemez (The Song Remains The Same)                | Steve Boyum     | Sera Gamble & Nancy Weiner                                                          | 2010. február 4. 2014. március 21.      | 2,28 millió |
| Anna, az angyal azt találta ki, hogy ha Samet nem tudja megölni, megöli a szüleit, hogy Sam meg se születhessen. Így Castiel visszarepíti Samet és Deant 1978-ba, hogy ezt megakadályozzák. Mary nem fogadja szívesen őket, a gyanútlan John viszont megörül Mary „rokonainak” egészen addig, amíg nem értesül felesége múltjáról. A Johnba beleszálló Mihály arkangyal megpróbálja meggyőzni Deant, hogy árulja el az öccsét, de Dean most sem alkuszik.                                                  |     |                                                         |                 |                                                                                     |                                         |             |
| 96. | 14. | Véres Valentin (My Bloody Valentine)                    | Mike Rohl       | Ben Edlund                                                                          | 2010. február 11. 2014. március 28.     | 2,51 millió |
| Egy kisvárosban Valentin napon elkezdik egymást öldökölni az emberek. Sam és Dean megpróbálnak utána járni a dolognak. Először azt hiszik, hogy a játékos Kupidó áll a halálesetek mögött, de kiderül, hogy sokkal nagyobb a baj: az egyik apokaliptikus lovas, Éhínség jött el a városba. Amikor Sam is Éhínség hatása alá kerül, Dean és Castiel úgy döntenek, itt a végső leszámolás ideje. |     |                                                         |                 |                                                                                     |                                         |             |
| 97. | 15. | Halott férfi nem hord zakót (Dead Man Don't Wear Plaid) | John Showalter  | Jeremy Carver                                                                       | 2010. március 25. 2014. április 4.      | 2,95 millió |
| Az álmos kisvárosban, Sioux Falls-ban különös események történnek az utóbbi napokban: a halottak kikelnek a sírjukból és teljesen természetes módon újra elfoglalják helyüket az élők között. Dean és Sam Bobby hívására érkeznek, azonban rájönnek, hogy Bobby volt felesége is a visszatérők között van. A fiúknak meg kell szabadulniuk a szörnyetegekké átalakuló zombiktól, de nem számolnak Bobbyval, aki a felesége védelmére kel.                                                                  |     |                                                         |                 |                                                                                     |                                         |             |
| 98. | 16. | A Hold sötét oldala (Dark Side of the Moon)             | Jeff Woolnough  | Andrew Dabb & Daniel Loflin                                                         | 2010. április 1. 2014. április 11.      | 2,40 millió |
| Amikor Samet és Deant a bosszúért lihegő Walt és Roy megöli, hirtelen egymás után olyan helyzetekben találják magukat, amelyeket életük legjobb pillanatainak gondolnak. Sam rádöbben, hogy amit jó pillanatnak gondolt, az Dean számára a legkevésbé volt az. Cass utasítása szerint meg kell keresniük Józsuát, aki beszél Istennel és aki megmondja nekik, hogyan folytassák útjukat. Azonban Józsua elkeserítő hírt árul el.                                                                           |     |                                                         |                 |                                                                                     |                                         |             |
| 99. | 17. | Probléma (99 Problems)                                  | Charles Beeson  | Julie Siege                                                                         | 2010. április 8. 2014. április 18.      | 2,78 millió |
| A démonok elől menekülő Dean és Sam találkozik a Szent Luteránus Milícia tagjaival. Blue Earth városában a hívők Gideon atya vezetésével a pap lánya, a prófétának kikiáltott Leah látomásait és angyali sugallatait követve harcolnak a démonokkal. |     |                                                         |                 |                                                                                     |                                         |             |
| 100. | 18. | Ahonnan nincs visszatérés (Point of No Return)          | Phil Sgriccia   | Jeremy Carver                                                                       | 2010. április 15. 2014. április 25.     | 2,45 millió |
| Zakariás John Winchester fián, Adamen keresztül próbál Sam és Dean közelébe férkőzni. Közben Bobby megpróbál segíteni az egyre kiégettebb Deannek, aki közli Sammel, hogy már nem hisz az ügyben, amiért harcoltak. Dean kijelenti Zakariásnak, hogy igent mond az Ördögnek - persze néhány feltétellel. |     |                                                         |                 |                                                                                     |                                         |             |
| 101. | 19. | Az istenek kalapácsa (Hammer of the Gods)               | Rick Bota       | Történet: David Reed Forgatókönyv: Andrew Dabb & Daniel Loflin                      | 2010. április 22. 2014. május 2.        | 2,82 millió |
| Az eltűnt Castiel és Adam nyomába eredő Dean és Sam útja az Elíziumi Mezők Hotelbe vezet, ahol összegyűltek a különféle vallások istenei, hogy megvitassák, mihez kezdjenek most, hogy közeleg a keresztény Apokalipszis. Megjelenik a Fickó is, azaz a Szemfényvesztő, de kiderül róla, hogy a többiek előtt titkolja igazi kilétét. |     |                                                         |                 |                                                                                     |                                         |             |
| 102. | 20. | Ismeretlen ismerős (The Devil You Know)                 | Robert Singer   | Ben Edlund                                                                          | 2010. április 29. 2014. május 9.        | 2,38 millió |
| Sam és Dean megpróbálják megkeresni Ragályt, hogy harmadikként megszerezzék a gyűrűjét. Azonban felbukkan Crowley démon, aki kijelenti, hogy segít neki eljutni Ragályhoz, mégpedig a Négy Lovas „istállós fiúján” keresztül. Amikor kiderül, hogy a fiú Brady, Sam volt egyetemi társa, aki annak idején bemutatta őket egymásnak Jess-szel, Sam bosszút esküszik ellene. |     |                                                         |                 |                                                                                     |                                         |             |
| 103. | 21. | Két perc múlva éjfél (Two Minutes To Midnight)          | Phil Sgriccia   | Sera Gamble                                                                         | 2010. május 6. 2014. május 16.          | 2,53 millió |
| Dean felháborodik, amikor megtudja, hogy Sam tervéről – miszerint igent mond az Ördögnek – Bobby is tudott és nem szólt neki. Dean és Sam útja egy lábadozó-otthonba vezet, ahol megtalálják a Harmadik Lovast, Ragályt, aki őket is megfertőzi egy időre. A fiúk megdöbbenése határtalan, amikor kiderül, hogy Bobby eladta a lelkét Crowley démonnak, hogy segítsen nekik; Ragály gyűrűje megszerzése után az utolsó lovas, Halál után erednek, aki Chicago városát készül megsemmisíteni.               |     |                                                         |                 |                                                                                     |                                         |             |
| 104. | 22. | Hattyúdal (Swan Song)                                   | Steve Boyum     | Történet: Eric Gewitz Forgatókönyv: Eric Kripke                                     | 2010. május 13. 2014. május 23.         | 2,84 millió |
| Dean elmondja Samnek: úgy döntött, támogatja abban, hogy igent mondjon az ördögnek és végül beteljesítse, ami vár rá. Sam azonban megkéri, hogy semmiképpen ne próbálja megmenteni őt. Az előjeleket követve a fiúk Detroitba mennek, bár Deannek rossz előérzete van, de reménykednek abban, hogy az ördög mit sem tud a gyűrűkről. Amikor Lucifer megszállja Samet, Dean felhívja Chuckot és megtudja tőle, hol lesz Mihály és Lucifer leszámolása, majd odamegy, hogy a végsőkig fivére mellett legyen. |     |                                                         |                 |                                                                                     |                                         |             |

### 6. évad (2010-2011)
| Sor. | Év. | Cím                                                        | Rendező        | Író                                                                                               | Premier                               | Nézettség   |
| --- | --- | ---------------------------------------------------------- | -------------- | ------------------------------------------------------------------------------------------------- | ------------------------------------- | ----------- |
| 105. | 1.  | A számkivetett (Exile on Main Street)                      | Phil Sgriccia  | Sera Gamble                                                                                       | 2010. szeptember 24. 2014. október 2. | 2,90 millió |
| Egy éve, mióta Samet elnyelte a pokol mélye, Deanből igazi kertvárosi apuka lett: együtt él Lisával, neveli Bent és grillpartikra jár a szomszédjához, Sidhez. Azonban gyanús jelekre lesz figyelmes, megjelenik a Sárga szemű démon és hamarosan megtörténik az elképzelhetetlen: Sam visszatér. Amikor azonban elbukkan a fiúk nagyapja, Samuel is, és dzsinnekről mesél, akik a nyomukban vannak, Dean félteni kezdi Lisát és Bent. |     |                                                            |                |                                                                                                   |                                       |             |
| 106. | 2.  | Az átváltozás (Two and a Half Men)                         | John Showalter | Adam Glass                                                                                        | 2010. október 1. 2014. október 9.     | 2,33 millió |
| Lisa úgy érzi, Dean megfojtja őt és Bent a túlzott féltésével: máshová költözteti és szinte bezárva tartja őket, nehogy miatta valami bajuk essen. Sam, aki meggyilkolt házaspárok és elrabolt csecsemőik ügyében nyomoz Samuellel és csapatával, megtalálja az egyik kisbabát és Dean segítségét kéri. A fiúk menekülni kényszerülnek az ismeretlen ellenség elől, miközben a kisbaba érdekes változáson megy át… |     |                                                            |                |                                                                                                   |                                       |             |
| 107. | 3.  | A harmadik ember (The Third Man)                           | Robert Singer  | Ben Edlund                                                                                        | 2010. október 8. 2014. október 16.    | 2,16 millió |
| Sam ismételten segítséget kér Deantől, aki egy pennsylvaniai kisvárosba utazik, ahol a tíz egyiptomi csapás közül három bekövetkezett. A fiúk kiderítik, hogy az áldozatok rendőrök, akik előző hónapban lelőttek egy fegyvertelen fiút, majd utólag egy fegyvert helyeztek el nála. Dean hívására megjelenik Castiel, aki rájön, hogy a történtek a bibliai Mózes botjával függhetnek össze, amit nemrég elraboltak a mennyből. |     |                                                            |                |                                                                                                   |                                       |             |
| 108. | 4.  | Démoni hétvége (Weekend at Bobby's)                        | Jensen Ackles  | Andrew Dabb & Daniel Loflin                                                                       | 2010. október 15. 2014. október 30.   | 2,84 millió |
| Bobby mindenáron vissza akarja szerezni a lelkét Crowley démontól, ezért megidézi őt, valamint egy démonnőt is elfog, akiből kínzással próbálja kicsikarni Crowley valódi nevét. Dean és Sam eközben Wisconsinban nyomoznak egy furcsa lény után, és telefonon gyakran kérik Bobby segítségét. Felbukkan Bobbynál Rufus Turner egy hullával, valamint megjelenik egy FBI-ügynök és Mills seriffnő is. |     |                                                            |                |                                                                                                   |                                       |             |
| 109. | 5.  | Alkonyattól pirkadatig (Live Free or Twihard)              | Rod Hardy      | Brett Matthews                                                                                    | 2010. október 22. 2014. november 6.   | 2,47 millió |
| Egy kisvárosban sorra tűnnek el a fiatal lányok, Dean és Sam odautazik, hogy kivizsgálja az ügyet. Kiderül, hogy ez a negyedik város, ahol vámpírok garázdálkodnak, és Deant is megharapják. Amikor Samuel megérkezik, felajánlja, hogy meggyógyítja, de Dean ragaszkodik hozzá, hogy kifürkéssze, mire készülnek a vámpírok, miközben Sam viselkedése egyre gyanúsabb számára… |     |                                                            |                |                                                                                                   |                                       |             |
| 110. | 6.  | Veszélyes igazság (You Can't Handle the Truth)             | Jan Eliasberg  | Történet: David Reed & Eric Charmelo & Nicole Snyder Forgatókönyv: Eric Charmelo & Nicole Snyder  | 2010. október 29. 2014. november 13.  | 2,52 millió |
| Egy illinoisi kisvárosban rövid idő leforgása alatt a negyedik ember lesz öngyilkos. Sam és Dean megpróbálják kideríteni, mi az összefüggés a halálesetek között és rájönnek, hogy minden az igazság kimondásával kapcsolatos – ami kettejük között is fontos probléma. Dean Castiel segítségét kéri, hogy kiderítse, mi baja Samnek, de ő sem tud segíteni. |     |                                                            |                |                                                                                                   |                                       |             |
| 111. | 7.  | Lélek nélkül (Family Matters)                              | Guy Bee        | Andrew Dabb & Daniel Loflin                                                                       | 2010. november 5. 2014. november 20.  | 2,46 millió |
| Miután Sam bevallotta Deannek, hogy mióta feltámadt, nem érez semmilyen érzelmet, Castiel alaposan megvizsgálja és arra a következtetésre jut, hogy Sam lelke a ketrecben maradt. A fiúk elmennek Samuelhez, aki épp nagy rajtaütést tervez az Alfa Vámpír búvóhelyén. Dean értesül nagyapjuk titokzatos üzelmeiről és Sammel együtt meglesik az elfogott Alfa Vámpír kihallgatását… |     |                                                            |                |                                                                                                   |                                       |             |
| 112. | 8.  | Az ördög kutyája (All Dogs Go to Heaven)                   | Phil Sgriccia  | Adam Glass                                                                                        | 2010. november 12. 2014. november 27. | 2,09 millió |
| Mivel Sam és Dean ideiglenesen alkut kötött Crowley-vel, a démon megbízza őket, hogy eredjenek egy vérfarkas nyomába. A fiúk hamarosan kiderítik, hogy a gyilkos egy kutya, aki néha átváltozik emberré és végez azokkal, akik az őt befogadó családra veszélyt jelenthetnek. Sam és Dean rajtaütnek a bandán. |     |                                                            |                |                                                                                                   |                                       |             |
| 113. | 9.  | Tündérek sötétben (Clap Your Hands If You Believe)         | John Showalter | Ben Edlund                                                                                        | 2010. november 19. 2014. december 4.  | 1,94 millió |
| Egy indianai kisvárosban ufókat és gabonaköröket észlelnek, és az idegenek embereket rabolnak el. Dean és Sam odautaznak, habár Deant egyre jobban aggasztja, hogy Samnek nincs lelke. A fiúk hamarosan rájönnek, hogy nem ufóval van dolguk, hanem tündérekkel… |     |                                                            |                |                                                                                                   |                                       |             |
| 114. | 10. | Szövetség (Caged Heat)                                     | Robert Singer  | Brett Matthews & Jenny Klein                                                                      | 2010. december 3. 2014. december 11.  | 2,15 millió |
| Dean egyre inkább torkig van azzal, hogy már jó ideje Crowleynak dolgoznak, és abban sem teljesen biztos, hogy Sam vissza akarja még kapni a lelkét. Sam rábeszéli Deant, hogy szövetkezzenek a démon Meggel, aki szintén el akarja kapni Crowleyt. Bár eleinte ellenezte a tervet, végül Samuel is csatlakozik hozzájuk. |     |                                                            |                |                                                                                                   |                                       |             |
| 115. | 11. | Randevú a halállal (Appointment In Samarra)                | Mike Rohl      | Sera Gamble & Robert Singer                                                                       | 2010. december 10. 2014. december 18. | 2,27 millió |
| Dean megidézi Tessát és kihallgatást kér a Haláltól, aki próbára teszi őt. Egy napig viselnie kell a gyűrűjét és el kell játszania a Halál szerepét, cserébe pedig felhozza Sam lelkét a ketrecből. Sam azonban hallani sem akar a cseréről, így amikor Dean elindul elvégezni feladatát, öccsét Bobbyra bízza. Tessa és Dean együttműködése azonban nem zökkenőmentes. |     |                                                            |                |                                                                                                   |                                       |             |
| 116. | 12. | Széplány ajándékba (Like a Virgin)                         | Phil Sgriccia  | Adam Glass                                                                                        | 2011. február 4. 2015. január 8.      | 2,25 millió |
| Miután Sam-be visszakerült a lelke, Dean próbálja kímélni öccsét, aki semmire nem emlékszik az utóbbi másfél évből. Bobby úgy érzi, csak nehezen tudja túltenni magát azon, hogy Sam rátámadt. Miután sorozatosan tűnnek el fiatal lányok egy oregoni kisvárosból, Dean és Sam a helyszínre utaznak, ahol kiderítik, hogy az eltűnt lányok nem ismerték egymást, viszont mindannyian szüzek voltak. |     |                                                            |                |                                                                                                   |                                       |             |
| 117. | 13. | Nincs bocsánat (Unforgiven)                                | David Barrett  | Andrew Dabb & Daniel Loflin                                                                       | 2011. február 11. 2015. január 15.    | 1,97 millió |
| Sam titokzatos üzenetet kap, ami egy Rhode Island-i városba hívja, ahol egy évvel korábban öt férfi, nemrégiben pedig három fiatal nő tűnt el. Azonban egy rendőr felismeri és bebörtönzi Sam-et. Az eltűnt seriff felesége segítségével Sam kétségbeesetten próbálja kideríteni töredékes emlékeiből, mit követhetett el a városban, míg Dean rájön, mi volt a kapocs az eltűnt nők között. |     |                                                            |                |                                                                                                   |                                       |             |
| 118. | 14. | Leszámolás (Mannequin 3: The Reckoning)                    | Jeannot Szwarc | Eric Charmelo & Nicole Snyder                                                                     | 2011. február 18. 2015. január 22.    | 2,25 millió |
| Dean nagyon megrémül Sam rohama után és megígérteti vele, hogy ezentúl különösen óvatos lesz és nem kutat az emlékei között. Útjuk több kisvárosba vezet, ahol anatómiai babák és próbababák gyilkolnak. Dean szerint egy bosszúálló szellemmel van dolguk. Miközben Sam nyomoz a szellem ügyében, Dean elutazik Lisához, mert Ben kétségbeesve segítséget kért tőle. |     |                                                            |                |                                                                                                   |                                       |             |
| 119. | 15. | Volt egyszer egy sorozat (The French Mistake)              | Charles Beeson | Ben Edlund                                                                                        | 2011. február 25. 2015. január 29.    | 2,18 millió |
| A Rafael elől menekülő Baltazárnak köszönhetően Sam és Dean váratlanul egy másik realitásba csöppennek: egy filmsorozat, az Odaát forgatásába. Hamarosan rájönnek, hogy tulajdonképpen a saját életüket látják viszont. Szeretnének mielőbb visszakerülni megszokott világukba, azonban ez váratlan akadályba ütközik, amikor megjelenik Rafael egyik küldötte. |     |                                                            |                |                                                                                                   |                                       |             |
| 120. | 16. | Tíz kicsi néger (And Then There Were None)                 | Mike Rohl      | Brett Matthews                                                                                    | 2011. március 4. 2015. február 5.     | 2,14 millió |
| Bobby, Sam és Dean mindenünnen szörnyek, alakváltók és testrablók felbukkanásáról szóló jelentéseket kapnak. Egy konzervgyárban a dolgozók különös módon váratlanul megőrülnek és gyilkolni kezdenek. A hármas csapat kiegészül Rufus Turnerrel, de amikor elkezdenek nyomozni a gyárban, váratlanul még ketten csatlakoznak hozzájuk: Gwen és Samuel. Az üldözők azonban hamarosan egymást kezdik üldözni. |     |                                                            |                |                                                                                                   |                                       |             |
| 121. | 17. | Vissza az időben (My Heart Will Go On)                     | Phil Sgriccia  | Eric Charmelo & Nicole Snyder                                                                     | 2011. április 15. 2015. február 12.   | 2,26 millió |
| Több bizarr haláleset után Sam és Dean nyomozni kezdenek az áldozatok után, és kiderítik, hogy Baltazár visszautazott az időben, és megakadályozta a Titanic katasztrófáját. A hajó nem süllyedt el, így Atroposz, a végzet irányítója sorra öldösi az egykori utasok leszármazottait. Azonban a testvérpár számára kiderül, hogy amennyiben a Titanic elsüllyed, az események következményeként Ellen és Jo is életüket vesztik. |     |                                                            |                |                                                                                                   |                                       |             |
| 122. | 18. | Az utolsó 24 óra (Frontierland)                            | Guy Bee        | Történet: Andrew Dabb & Daniel Loflin & Jackson Stewart Forgatókönyv: Andrew Dabb & Daniel Loflin | 2011. április 22. 2015. február 19.   | 1,90 millió |
| Castiel visszaküldi Samet és Deant 1861-be, hogy a híres fegyverkészítő, Samuel Colt közreműködésével megöljenek egy főnixet, majd a hamvait visszahozzák a jelenbe, hogy felhasználhassák a Mindenek Anyja elleni küzdelmük során. A fiúknak sietnünk kell, hiszen csak 24 óra áll a rendelkezésükre. |     |                                                            |                |                                                                                                   |                                       |             |
| 123. | 19. | Hibridek (Mommy Dearest)                                   | John Showalter | Adam Glass                                                                                        | 2011. április 29. 2015. február 26.   | 2,01 millió |
| Lenore jóvoltából a fiúk tudomást szereznek Eve hollétéről, ezért – főnixhamuval – a nyomába erednek. Oregonba utaznak, ahol döbbenten tapasztalják, hogy furcsa fertőzés ütötte föl a fejét. Eve egy szuper-hibrid faj kikísérletezésén munkálkodik. Miután Sam és Dean elbeszélgetnek vele, megtudnak egy titkot Crowley-ról – és talán Castiel is rejteget valamit. |     |                                                            |                |                                                                                                   |                                       |             |
| 124. | 20. | A királyjelölt (The Man Who Would Be King)                 | Ben Edlund     | Ben Edlund                                                                                        | 2011. május 6. 2015. március 5.       | 2,11 millió |
| Castiel elmeséli a történetét és a gyötrődését saját szavaival. Kiderül, hogy vajon akarva-akaratlanul együttműködik-e Crowleyval, akit egyre jobban bosszant a Winchester testvérek túlbuzgósága. Míg Sam és Bobby egyre jobban gyanakodnak az angyalra, Dean igyekszik meggyőzni őket barátjuk ártatlanságáról – közben Castielnek döntenie kell mind Rafael, mind Crowley, mind a testvérek ügyében. Vajon melyik oldalt választja? Mi lesz a következő lépése?                                                                             |     |                                                            |                |                                                                                                   |                                       |             |
| 125. | 21. | Kétarcú angyal (Let It Bleed)                              | John Showalter | Sera Gamble                                                                                       | 2011. május 20. 2015. március 12.     | 2,02 millió |
| Miközben Bobby próbál utánajárni, hogy vajon a híres író, H. P. Lovecraft sikerrel járt-e 1937-ben, mikor ismerőseivel megpróbálta megnyitni egy másik dimenzió kapuját, Sam és Dean Lisa és Ben nyomába erednek, akiket Crowley raboltatott el néhány démonnal, hogy leállítsa a testvérpárt. Castiel továbbra is két malom között őrlődik, és bár a fiúk nem bíznak benne, igyekszik néha nekik is a kedvükre tenni. Dean felvilágosítja Baltazárt angyaltársa meghökkentő társulásáról, így ő kérdőre is vonja Castielt a terveit illetően. |     |                                                            |                |                                                                                                   |                                       |             |
| 126. | 22. | Az ember, aki túl sokat tudott (The Man Who Knew Too Much) | Robert Singer  | Eric Kripke                                                                                       | 2011. május 20. 2015. március 19.     | 2,11 millió |
| Sam amnéziás, és a rendőrség is üldözi. Menekülés közben próbál rájönni, ki is ő, és mi a célja, miközben megannyi „énjével” találkozik hallucinációi és álmai során. Eközben Bobby és Dean megtudja Baltazártól, hogy merre rejtőzik Castiel és Crowley. Ám a páros már megtudta Dr. Visyaktől, hogy miképp kell megnyitni a Purgatórium ajtaját, így megkezdődik a versenyfutás az idővel. |     |                                                            |                |                                                                                                   |                                       |             |

### 7. évad (2011-2012)
| Sor. | Év. | Cím                                                                          | Rendező           | Író                                | Premier                              | Nézettség   |
| --- | --- | ---------------------------------------------------------------------------- | ----------------- | ---------------------------------- | ------------------------------------ | ----------- |
| 127. | 1.  | A főnök (Meet the New Boss)                                                  | Phil Sgriccia     | Sera Gamble                        | 2011. szeptember 23. 2016. január 6. | 2,01 millió |
| Castiel az új isten szerepében tetszeleg, és egyre inkább a fejébe száll a hatalom. Sam, Dean és Bobby viszont úgy érzik, Cass túl sok erővel bír, és a végzetes robbanást megakadályozandó, a trió megpróbálja jobb belátásra téríteni. Ehhez semmitől nem riadnak vissza, még Crowleyval, sőt magával a Halállal is szövetkeznének. |     |                                                                              |                   |                                    |                                      |             |
| 128. | 2.  | Kegyetlen világ (Hello, Cruel World)                                         | Guy Bee           | Ben Edlund                         | 2011. szeptember 30. 2016. január 6. | 1,80 millió |
| A leviatánok úrrá lesznek Castiel gazdatestén, és ezzel elszabadul a pokol. A szörnyek más emberek bőrébe bújva tombolnak, ami nagy feladatot ad Samnek, Deannek és Bobbynak, mivel már egy természetfeletti képességekkel rendelkező segítőjük sem akadt. Ezalatt Samen kezd elhatalmasodni a tébolya, mert hallucinációi egyre erősebbek és gyakoribbak. Lucifert látja maga előtt, aki azt igyekszik vele elhitetni, hogy valójában sosem szabadult ki saját poklából. |     |                                                                              |                   |                                    |                                      |             |
| 129. | 3.  | A szomszéd (The Girl Next Door)                                              | Jensen Ackles     | Andrew Dabb & Daniel Loflin        | 2011. október 7. 2016. január 13.    | 1,72 millió |
| Miután Dean és Sam Bobby segítségével megszökik a kórházból, a leviatánok igyekeznek felkutatni őket. Míg Dean törött lábával bajlódik, Sam „kölcsönveszi” az autóját, és egy sorozatgyilkosról szóló újságcikk miatt egykori gyermekkori barátja nyomába ered. |     |                                                                              |                   |                                    |                                      |             |
| 130. | 4.  | Bűneink súlya (Defending Your Life)                                          | Robert Singer     | Adam Glass                         | 2011. október 14. 2016. január 13.   | 1,69 millió |
| Úgy tűnik, egy bosszúálló szellem megbünteti az embereket a múlt vétkeiért. A testvérpár Bobbyval kiegészülve a nyomába ered, nem is sejtve, hogy talán egyiküknek szintén a természetfeletti törvényszék elé kell járulnia. Sam egyre jobban kezeli hallucinációit, viszont Deant egyre inkább mardossa a bűntudat múltbéli tettei, elsősorban Jo és Amy miatt. |     |                                                                              |                   |                                    |                                      |             |
| 131. | 5.  | Boszorkány és balítélet (Shut Up, Dr. Phil)                                  | Phil Sgriccia     | Brad Buckner & Eugenie Ross-Leming | 2011. október 21. 2016. január 20.   | 1,92 millió |
| Megmagyarázhatatlan „balesetek” végeznek három olyan emberrel, akik között látszólag semmilyen kapcsolat nincs a Prosperity, azaz Felvirágzás nevű városkában. Sam és Dean végül megtalálja a kapcsot, és egy köztiszteletben álló üzletember féltékeny feleségére gyanakszanak, akit boszorkánynak gondolnak. A továbbra is Chet testében portyázó leviatán a testvérpár nyomára bukkan, és feltett szándéka, hogy végez is velük.                                       |     |                                                                              |                   |                                    |                                      |             |
| 132. | 6.  | Tükörképek (Slash Fiction)                                                   | John Showalter    | Robbie Thompson                    | 2011. október 28. 2016. január 20.   | 1,74 millió |
| A leviatánok Sam és Dean bőrébe bújva fosztogatnak és gyilkolnak egész Amerikában. Hogy a testvérpárnak még nehezebb legyen a dolga, vagy a kamera előtt pózolva öldökölnek, vagy az egyik áldozattal készíttetnek felvételt az ámokfutásukról. Bobby elküldi Samet és Deant régi barátjához, Frankhez, aki szerez nekik hamis papírokat. |     |                                                                              |                   |                                    |                                      |             |
| 133. | 7.  | Mentalisták (The Mentalists)                                                 | Mike Rohl         | Ben Acker & Ben Blacker            | 2011. november 4. 2016. január 27.   | 1,84 millió |
| Lily Dale-ben valaki sorra végez a médiumokkal. Mivel a város tele van mentalistákkal, jósnőkkel és önjelölt parafenoménekkel, elég sok a potenciális áldozat. Dean és Sam az eset nyomába erednek, miközben dolgozniuk kell saját viszonyukon, ugyanis az Amy-ügy óta nem tudtak kibékülni. |     |                                                                              |                   |                                    |                                      |             |
| 134. | 8.  | Váratlan esküvő (Season Seven, Time for a Wedding!)                          | Tim Andrew        | Andrew Dabb & Daniel Loflin        | 2011. november 11. 2016. január 27.  | 1,85 millió |
| Sam váratlanul bejelenti, hogy megházasodik – mégpedig a korábbról ismert Beckyvel. Dean furcsállja a döntését, és úgy sejti, valami más is lehet a háttérben, de Sam a rózsaszín ködtől nem vesz észre semmit. Így Dean kénytelen új társával, Garth-tal eredni az új rejtély nyomába: egy kisvárosban többek álma is valóra válik, de a nagy siker után szépen sorban végez velük egy bizarr baleset.                                                                   |     |                                                                              |                   |                                    |                                      |             |
| 135. | 9.  | Barátok és szörnyek (How to Win Friends and Influence Monsters)              | Guy Bee           | Ben Edlund                         | 2011. november 18. 2016. február 3.  | 1,55 millió |
| Dean, Sam és Bobby a bujkálás miatt igencsak rossz körülmények között laknak. New Jersey-be hívja őket a kötelesség, ahol egyre több turista és kempingező tűnik el a Barreni erdőben. Aztán előkerül egy áldozat, és a vadőrök megvadult medvékre gyanakszanak. Ám Winchesterék sejtik, hogy a leviatánok állhatnak a háttérben. |     |                                                                              |                   |                                    |                                      |             |
| 136. | 10. | Egy lépés a halál (Death's Door)                                             | Robert Singer     | Sera Gamble                        | 2011. december 2. 2016. február 3.   | 1,89 millió |
| Bobby a fejét ért lövés óta kómában van. A tudatalattijában bolyong, és igyekszik rájönni, hogyan is térhetne magához – ám sietnie kell, mert a Halál már a nyomába szegődött. Szüleivel, Karennel és Rufusszal is találkozik különös útja során, miközben Sam és Dean aggódva reméli, hogy valahogy túlélheti. |     |                                                                              |                   |                                    |                                      |             |
| 137. | 11. | Rejtélyek nyomában (Adventures in Babysitting)                               | Jeannot Szwarc    | Adam Glass                         | 2012. január 6. 2016. február 11.    | 1,82 millió |
| Miután eltűnik egy Lee Chambers nevű vadász, a lánya kapcsolatba lép a Winchesterekkel. Sam a lányhoz megy, és a tőle kapott információk alapján nyomozni kezd a rejtélyes emberrablási ügyben. Miután ő sem jelentkezik pár nap elteltével, Deannek maga mögött kell hagynia Franket, hogy ő segítsen Krissy-nek. |     |                                                                              |                   |                                    |                                      |             |
| 138. | 12. | Az idő ura (Time After Time)                                                 | Phil Sgriccia     | Robbie Thompson                    | 2012. január 13. 2016. február 11.   | 1,55 millió |
| Sam és Dean Mills seriff fülese révén olyan ügyben nyomoznak, amelyben az áldozatokat a gyilkos mumifikált állapotban hagyja. Kiderül, hogy a tettes Kronosz, az idő istene, és kiszívja az emberekből a hátralévő idejüket és életenergiájukat, hogy szabadon utazhasson az időben. |     |                                                                              |                   |                                    |                                      |             |
| 139. | 13. | Titkos jelkép (The Slice Girls)                                              | Jerry Wanek       | Brad Buckner & Eugenie Ross-Leming | 2012. február 3. 2016. február 18.   | 1,72 millió |
| Dean és Sam egy sorozatgyilkos nyomába erednek. A tettes fiatal, sikeres férfiakkal végez: levágja mindkét kezüket és lábfejüket, majd egy titokzatos jelképet karcol a mellkasukba. A testvérpár egyelőre tanácstalan. A kórboncnok szerint az áldozatokon talált DNS nem embertől származik. A helyi egyetem professzora érdekes dolgokat mesél nekik az amazonokról.                                                                                                   |     |                                                                              |                   |                                    |                                      |             |
| 140. | 14. | Fóbia (Plucky Pennywhistle's Magic Menagerie)                                | Mike Rohl         | Andrew Dabb & Daniel Loflin        | 2012. február 10. 2016. február 18.  | 1,88 millió |
| Dean és Sam Kansasbe mennek, mert a gyereküket elhanyagoló szülőkkel sorra végez a gyerekek által megrajzolt, majd valami furcsa módon megelevenedett rémálom. Úgy tűnik, hogy egy játszóház-pizzériába vezetnek a nyomok. Samnek újra szembe kell néznie bohóciszonyával. |     |                                                                              |                   |                                    |                                      |             |
| 141. | 15. | Belső ellenség (Repo Man)                                                    | Thomas J. Wright  | Ben Edlund                         | 2012. február 17. 2016. február 25.  | 1,74 millió |
| A négy évvel korábban a pokolba küldött démon látszólag visszatért. Pár hét alatt három nőt öltek meg ugyan azon a módon, ahogy anno a Jeffrey-be szállt démon végzett az áldozataival. Ha még ez nem lenne elég, Lucifer ismét befészkeli magát Sam elméjébe. |     |                                                                              |                   |                                    |                                      |             |
| 142. | 16. | Álmatlanság (Out with the Old)                                               | John F. Showalter | Robert Singer & Jenny Klein        | 2012. március 16. 2016. február 25.  | 1,73 millió |
| Dean folyamatosan zargatja Franket, hogy szerezzen még több infót. Eközben Sam folyton kávézik, mert, ha elalszik, egyből megjelenik a fejében Lucifer, és beszélni kezd hozzá. Egyre nehezebben bírja az álmatlanságot, pedig Portlandben elátkozott tárgyak egész sora várja a testvérpárt. A leviatánok valami nagyra készülnek, és lehet, hogy Frank paranoiája ezúttal nagyon is megalapozott.                                                                       |     |                                                                              |                   |                                    |                                      |             |
| 143. | 17. | A pszichiátria (Born-Again Identity)                                         | Robert Singer     | Sera Gamble                        | 2012. március 23. 2016. március 2.   | 1,63 millió |
| Samet beutalják a pszichiátriára, miután a fejében vihorászó Lucifer elől menekülve balesetet szenved. Dean hall egy híres-neves gyógyítóról – ki akarja deríteni, hogy sarlatán-e, vagy tényleg segíthet-e Samen, majd döbbenten tapasztalja, hogy ez a bizonyos Emanuel nevű gyógyító valójában az amnéziás Castiel. |     |                                                                              |                   |                                    |                                      |             |
| 144. | 18. | Láthatatlan ellenség (Party On, Garth)                                       | Phil Sgriccia     | Adam Glass                         | 2012. március 30. 2016. március 2.   | 1,78 millió |
| Több emberrel is végez egy olyan szörny, amit az áldozatokon kívül senki nem lát. A testvérpár Garth-szal kiegészülve a rejtély nyomába ered. Miután az egyik áldozat úgy hal meg, hogy ő mégsem látja gyilkosát, viszont a kislánya igen, Dean és Sam úgy érzi, talán egy átokdoboznak és az alkoholnak is köze lehet a dologhoz. |     |                                                                              |                   |                                    |                                      |             |
| 145. | 19. | A síron túlról (Of Grave Importance)                                         | Tim Andrew        | Brad Buckner & Eugenie Ross-Leming | 2012. április 20. 2016. március 9.   | 1,57 millió |
| Annie beveszi Winchesteréket egy sorozatos eltűnési ügybe, amin már régóta dolgozik. A nyomok a régi Van Ness villába vezetnek, ahol egykor tragikus események történtek. A helyiek messze elkerülik a házat, mert a babona szerint kísértet járta hely. Dean és Sam is kezdi így érezni, miután egyre több információt szereznek – eközben Bobby kétségbeesetten próbál kapcsolatba lépni velük a szellemvilágból.                                                       |     |                                                                              |                   |                                    |                                      |             |
| 146. | 20. | A lány, aki túl sokat tudott (The Girl With the Dungeons and Dragons Tattoo) | John MacCarthy    | Robbie Thompson                    | 2012. április 27. 2016. március 9.   | 1,61 millió |
| Winchesterék a szellem Bobbyval kiegészülve Frank Devereaux merevlemezének nyomába erednek a GPS segítségével. Dick Roman, a fiatal hacker Charlie kezébe adja a merevlemezt, hogy feltörje, majd kiszolgáltassa az adatokat neki. |     |                                                                              |                   |                                    |                                      |             |
| 147. | 21. | A próféta (Reading Is Fundamental)                                           | Ben Edlund        | Ben Edlund                         | 2012. május 4. 2016. március 16.     | 1,66 millió |
| Sam és Dean megszerezte kőtáblát, amin Isten szavai vannak. Azonban nem tudják elolvasni, ezért meg kell találniuk a prófétát, aki egy 16 éves ázsiai-amerikai eminens. Az angyalok Crowley démonjai, és a leviatánok is a tinédzser fiút akarják, ezért a testvérpárnak kétszer is meg kell gondolnia, hogy bízhat-e Megben és a nem teljesen ép elméjű Castielben. |     |                                                                              |                   |                                    |                                      |             |
| 148. | 22. | A döntés (There Will Be Blood)                                               | Guy Bee           | Andrew Dabb & Daniel Loflin        | 2012. május 11. 2016. március 16.    | 1,58 millió |
| Miután megvan Castiel vére, a testvérpár Bobbyval együtt arra a konklúzióra jut, hogy a leviatánok elleni fegyverhez már csak egy Alfa vámpír- és Crowley vére kell. Crowley szerint csak akkor, ha itt lesz az ideje. Deanék nem tudják, bízhatnak-e a pokol királyában, de nincs más választásuk. |     |                                                                              |                   |                                    |                                      |             |
| 149. | 23. | A leszámolás (Survival of the Fittest)                                       | Robert Singer     | Sera Gamble                        | 2012. május 18. 2016. március 23.    | 1,56 millió |
| Sam és Dean azt tervezik, hogy hogy egyszer s mindenkorra végeznek Dickkel. Ebben Meg is segít nekik, viszont Castielt még győzködniük kell, hogy rábólintson. Crowley látszólag hol az egyik, hol a másik oldalnak segít. Bobby egyre kevésbé tudja kezelni az indulatait, amivel hátráltathatja a testvérpárt. |     |                                                                              |                   |                                    |                                      |             |

### 8. évad (2012-2013)
| Sor. | Év. | Cím                                                    | Rendező               | Író                                | Premier                             | Nézettség   |
| --- | --- | ------------------------------------------------------ | --------------------- | ---------------------------------- | ----------------------------------- | ----------- |
| 150. | 1.  | Beszélnünk kell Kevinről (We Need to Talk About Kevin) | Robert Singer         | Jeremy Carver                      | 2012. október 3. 2017. január 7.    | 1,85 millió |
| Miután egy évig harcolt a szörnyekkel, Dean – egy Benny nevű vámpír segítségével – visszatér a Purgatóriumból. Miután találkozik Sammel, a testvérpár megtudja, hogy Kevin megszökött Crowley elől, és lehet, hogy időközben arra is rájött, hogyan zárják be a Poklok kapuit mindörökre. |     |                                                        |                       |                                    |                                     |             |
| 151. | 2.  | Mi újság, tigris mami? (What's Up, Tiger Mommy?)       | John Showalter        | Andrew Dabb & Daniel Loflin        | 2012. október 10. 2017. január 7.   | 2,51 millió |
| Sam és Dean elkísérik Kevint egy árverésre, ahol természetfeletti lények licitálhatnak természetfeletti tárgyakra – többek között a lefoglalt Isten Szavára. A Kevin anyjával kiegészült testvérpárnak viszont hamar rá kell jönnie, hogy nem tudnak feltenni elég értékes licitet, így rendhagyó megoldásokhoz kell folyamodniuk Crowley ellen.                                                                                             |     |                                                        |                       |                                    |                                     |             |
| 152. | 3.  | Fájó szívek (Heartache)                                | Jensen Ackles         | Brad Buckner & Eugenie Ross-Leming | 2012. október 17. 2017. január 7.   | 2,13 millió |
| Sam és Dean új ügyben nyomoznak: a gyilkosságsorozat áldozatainak kitépték a szívét. A feltételezett tetteseknek az a közös, hogy nemrég mind szervátültetésen estek át. A nyomok egy ismert sportolóhoz és egy maja istenséghez vezetnek. |     |                                                        |                       |                                    |                                     |             |
| 153. | 4.  | Megharapva (Bitten)                                    | Thomas J. Wright      | Robbie Thompson                    | 2012. október 24. 2017. január 14.  | 1,86 millió |
| Sam és Dean egy főiskolán egy házi videóra bukkan: két barát és egyikük barátnője lefilmezi a mindennapjaikat, miközben egy vérfarkas támadást is ki akarnak nyomozni. |     |                                                        |                       |                                    |                                     |             |
| 154. | 5.  | Vértestvér (Blood Brother)                             | Guy Bee               | Ben Edlund                         | 2012. október 31. 2017. január 14.  | 1,78 millió |
| Dean a vámpír Bennynek segít a bosszúálló akciójában, miközben a magára maradt Sam felidézi, hogy milyen volt az élete Ameliával és Dean nélkül. |     |                                                        |                       |                                    |                                     |             |
| 155. | 6.  | Az átok (Southern Comfort)                             | Tim Andrew            | Adam Glass                         | 2012. november 7. 2017. január 14.  | 2,32 millió |
| Dean és Sam egy rejtélyes gyilkosságsorozat után nyomoz. A tettesek egyik pillanatról a másikra feldühödnek, és sokéves sérelmüket torolják meg az áldozaton. Lehet, hogy az átok eredete a polgárháború idejéig nyúlik vissza. |     |                                                        |                       |                                    |                                     |             |
| 156. | 7.  | A próféta-jelölt (A Little Slice of Kevin)             | Charlie Carner        | Brad Buckner & Eugenie Ross-Leming | 2012. november 14. 2017. január 21. | 2,32 millió |
| Crowley elrabolja Kevint és a többi próféta-jelöltet is, hogy felolvastassa velük Isten szavát. Castiel rejtélyes módon visszatér a Purgatóriumból, és rögtön felajánlja segítségét Samnek és Deannek. |     |                                                        |                       |                                    |                                     |             |
| 157. | 8.  | Animániákus (Hunteri Heroici)                          | Paul Edwards          | Andrew Dabb                        | 2012. november 28. 2017. január 21. | 2,00 millió |
| Sam és Dean olyan rejtélyes halál- és bűnesetek után nyomoznak, ahol rajzfilmes szituációkba keveredtek a szereplők. Helyükről kiugró szívek, lepottyanó üllők, furcsa madárhangok és levegőben lebegés – a nyomok apjuk egyik régi ismerőséhez vezetnek. |     |                                                        |                       |                                    |                                     |             |
| 158. | 9.  | Segítség, elmegyógyintézet! (Citizen Fang)             | Nick Copus            | Daniel Loflin                      | 2012. december 5. 2017. január 28.  | 2,06 millió |
| Sam felbéreli az elmegyógyintézetből kiengedett Martint, apjuk régi barátját, hogy kövesse Bennyt. Amikor két embert is megöl egy vámpír, Samék rögtön rá gyanakodnak, de Dean azt mondja, biztos nem ő tette. Megindul a nyomozás, de a testvérpár között nincs egyetértés. |     |                                                        |                       |                                    |                                     |             |
| 159. | 10. | Az elrabolt angyal (Torn and Frayed)                   | Robert Singer         | Jenny Klein                        | 2013. január 16. 2017. január 28.   | 1,99 millió |
| Dean, Sam és Castiel az Alfie testében szenvedő Samandrielt akarják kimenteni az őt kínzó Viggo és Crowley karmaiból. Az angyal minden erejével ellenáll, de lehet, hogy Crowley-éknak végül sikerül megtörniük, és végzetes titkot oszt meg velük. |     |                                                        |                       |                                    |                                     |             |
| 160. | 11. | Szerepjátékosok (LARP and the Real Girl)               | Jeannot Szwarc        | Robbie Thompson                    | 2013. január 23. 2017. február 4.   | 2,01 millió |
| Két jelmezes szerepjátékos fiatal férfi szokatlan körülmények között halnak meg. A nyomok egy élő szerepjátékot játszó társasághoz vezetnek, ahol Dean és Sam viszontlátja az előző évadban megismert Charlie-t, aki a „mesebeli világ” királynőjének szerepében tetszeleg. Dean nagy örömére be is épülhet a játékosok közé, hogy megoldhassa a rejtélyt, míg Sam az interneten nyomoz néhány játékos közelmúltbéli gyanús „balesete” után… |     |                                                        |                       |                                    |                                     |             |
| 161. | 12. | Múlik az idő (As Time Goes By)                         | Serge Ladouceur       | Adam Glass                         | 2013. január 30. 2017. február 4.   | 2,12 millió |
| Samék nagyapja, Henry Winchester 1958-ból a jelenbe utazik, és fiát keresi. Megtudja Deanéktől, hogy John már halott, de ők az unokái. Együtt kell megfékezniük Abbadont, aki szintén a múltból érkezett, és a pokol lovagja mit sem veszített az erejéből. |     |                                                        |                       |                                    |                                     |             |
| 162. | 13. | A közellenség (Everybody Hates Hitler)                 | Phil Sgriccia         | Ben Edlund                         | 2013. február 6. 2017. február 11.  | 2,29 millió |
| Sam és Dean elfoglalja a Betűvetők egykori főhadiszállását, de nem jut sok idejük a pihenésre: egy idős rabbi spontán kigyullad egy kampuszon. A nyomok egészen a második világháborúig és a náci Thule Társaságig vezetnek vissza… |     |                                                        |                       |                                    |                                     |             |
| 163. | 14. | A 3 próba (Trial and Error)                            | Kevin Parks           | Andrew Dabb                        | 2013. február 13. 2017. február 11. | 2,41 millió |
| Kevin rájön, hogy a pokol kapuinak bezárásához 3 próbát kell teljesíteni. Az első: megölni egy pokolkutyát, és megfürdeni a vérében. Ezek a szörnyek a lelküket eladó alkuszegőkre vadásznak, így a testvérpár egy farmra utazik, ahol egy mezőgazdász család egyszer csak meggazdagodott a semmi közepén talált olajból… |     |                                                        |                       |                                    |                                     |             |
| 164. | 15. | Barát extrákkal (Man's Best Friend with Benefits)      | John Showalter        | Brad Buckner & Eugenie Ross-Leming | 2013. február 20. 2017. február 18. | 2,10 millió |
| Dean és Sam egyik régi barátja, James Frampton nyomozó boszorkány lett. Minden jel arra mutat, hogy most embereket gyilkol. A magát irányítani nem tudó rendőr egyik társa a testvérpár segítségét kéri. |     |                                                        |                       |                                    |                                     |             |
| 165. | 16. | Emlékezz a titánokra! (Remember the Titans)            | Steve Boyum           | Daniel Loflin                      | 2013. február 27. 2017. február 18. | 2,13 millió |
| Elütnek egy csavargót. A férfi meghal, aztán feltámad. Samék kiderítik, hogy azért hal meg nap mint nap, majd támad fel újra, mert ő Prométheusz. Viszont Zeusz és Artemisz már a nyomában van, mióta a titán megszökött a hegyről – ráadásul a fiát is utolérte az átok. |     |                                                        |                       |                                    |                                     |             |
| 166. | 17. | Viszlát, idegen! (Goodbye Stranger)                    | Thomas J. Wright      | Robbie Thompson                    | 2013. március 20. 2017. február 25. | 2,16 millió |
| Dean és Sam elindulnak, hogy kiszabadítsák a Crowley fogságába esett Meget. Tőle tudják meg, hogy létezik egy angyal tábla is, és a Pokol fejének éppen arra fáj a foga. Castielt eközben Naomi arra „edzi”, hogy – ha a pillanat úgy hozza – gondolkodás nélkül végezzen a Winchesterekkel, és elvigye a táblát a Mennybe. |     |                                                        |                       |                                    |                                     |             |
| 167. | 18. | Szörnyvadászat (Freaks and Geeks)                      | John Showalter        | Adam Glass                         | 2013. március 27. 2017. február 25. | 2,23 millió |
| Dean és Sam azt gyanítják, hogy vámpírok állnak néhány friss haláleset mögött. A helyszínre utaznak, és kiderül, hogy a tavaly megismert Krissy Chambers két tinédzser társával már neki is látott a szörnyvadászatnak. A három fiatal elviszi a testvérpárt mentorukhoz, Victorhoz – Deanéknek viszont gyanús a férfi, és a vámpírölések körülményei is.                                                                                    |     |                                                        |                       |                                    |                                     |             |
| 168. | 19. | A taxisofőr (Taxi Driver)                              | Guy Bee               | Brad Buckner & Eugenie Ross-Leming | 2013. április 3. 2017. március 4.   | 1,90 millió |
| Dean és Sam megtudja Kevintől a 2. próbát: ki kell menteniük egy ártatlan lelket a Pokolból, és feljuttatni a Mennybe. Bobbyra esik a választásuk, de kénytelenek megbízni egy kétes hírű embercsempészben. |     |                                                        |                       |                                    |                                     |             |
| 169. | 20. | A vörös szövetséges (Pac-Man Fever)                    | Robert Singer         | Robbie Thompson                    | 2013. április 24. 2017. március 4.  | 2,38 millió |
| A testvérpárt felkeresi Charlie Bradbury azzal, hogy talált számukra egy esetet: több gyilkosság is történt, és az áldozatok belülről szinte megsemmisültek. Charlie is Winchesterékkel tart, hogy segítsen nyomozni, és fény derül múltja legnagyobb titkára. |     |                                                        |                       |                                    |                                     |             |
| 170. | 21. | A szabadulóművész (The Great Escapist)                 | Robert Duncan McNeill | Ben Edlund                         | 2013. május 1. 2017. március 11.    | 2,07 millió |
| Crowley a Winchesterek hasonmásaival próbálja megtéveszteni Kevint, akit Deanék már halottnak hisznek. Sam továbbra sincs jó bőrben, de úgy gondolja, tudja, hogy hol lehet Metatron, isten írnoka, aki segíthet nekik tábla-ügyben. |     |                                                        |                       |                                    |                                     |             |
| 171. | 22. | A harmadik próba (Clip Show)                           | Thomas J. Wright      | Andrew Dabb                        | 2013. május 8. 2017. március 11.    | 2,07 millió |
| A harmadik próba: meg kell gyógyítani egy démont. Sam és Dean úgy döntenek, Abbadon pont megfelel a célnak. Míg előássák, Castiel és Metatron új szövetséget köt, hogy úrrá legyenek a mennybéli zűrzavaron, Crowley pedig ravasz trükköt eszel ki, és ultimátumot ad a testvérpárnak. |     |                                                        |                       |                                    |                                     |             |
| 172. | 23. | Áldozat (Sacrifice)                                    | Phil Sgriccia         | Jeremy Carver                      | 2013. május 15. 2017. március 18.   | 2,31 millió |
| Amikor Crowley Jody Mills seriffet kezdi fenyegetni, a testvérpár úgy dönt, alkut köt a pokol királyával, aki nem is sejti, hogy a fiúk már kitaláltak valamit. Eközben Castiel és Metatron is csak két próbára van attól, hogy lezárja a Mennyet, miközben Naomi azt bizonygatja, hogy Metatron átveri Castielt és Deanéket. |     |                                                        |                       |                                    |                                     |             |

### 9. évad (2013-2014)
| Sor. | Év. | Cím                                                     | Rendező             | Író                                | Premier                             | Nézettség   |
| --- | --- | ------------------------------------------------------- | ------------------- | ---------------------------------- | ----------------------------------- | ----------- |
| 173. | 1.  | Azt hiszem, boldogulok (I Think I'm Gonna Like It Here) | John Showalter      | Jeremy Carver                      | 2013. október 8. 2018. január 6.    | 2,59 millió |
| Sam kómában van, és haldoklik. Dean kétségbeesésében nem csak Castielhez szól, hanem az összes angyalhoz - csakhogy nem mindegyikük akar segíteni.                                                                                                 |     |                                                         |                     |                                    |                                     |             |
| 174. | 2.  | Abaddon visszatér (Devil May Care)                      | Guy Bee             | Andrew Dabb                        | 2013. október 15. 2018. január 6.   | 2,33 millió |
| Sam és Dean elárulja Kevinnek, hogy túszként tartják fogva Crowleyt. Eközben Abaddon is újra felbukkan, és vadászokat kezd kínozni, hogy megtudja, hol rejtőzik a testvérpár.                                                                      |     |                                                         |                     |                                    |                                     |             |
| 175. | 3.  | Nem vagyok egy angyal (I'm No Angel)                    | Kevin Hooks         | Brad Buckner & Eugenie Ross-Leming | 2013. október 22. 2018. január 6.   | 2,34 millió |
| Sam és Dean elhatározza, hogy felkutatja a veszélyben lévő Castielt. Eközben Bartholomew, a feltörekvő angyal hadsereget toboroz, hogy elfoglalja a Földet.                                                                                        |     |                                                         |                     |                                    |                                     |             |
| 176. | 4.  | Ottalvós buli (Slumber Party)                           | Robert Singer       | Robbie Thompson                    | 2013. október 29. 2018. január 13.  | 2,19 millió |
| Sam, Dean és Charlie véletlenül megidézi Dorothyt az Ózból aki egy varázslat miatt még 75 évvel ezelőtt rekedt a bunkerben. Csakhogy Dorothyval együtt kiszabadul a gonosz boszorkány is, aki jóval erősebb annál, mint amire a testvérpár számít. |     |                                                         |                     |                                    |                                     |             |
| 177. | 5.  | Kutyám, Jerry Dean (Dog Dean Afternoon)                 | Tim Andrew          | Eric Charmelo & Nicole Snyder      | 2013. november 5. 2018. január 13.  | 2,15 millió |
| Miután két bizarr gyilkossági ügyben is egy német juhász az egyetlen szemtanú, Dean kockázatos varázslatra vállalkozik, hogy értsen az állatok nyelvén.                                                                                            |     |                                                         |                     |                                    |                                     |             |
| 178. | 6.  | A mennyország nem várhat (Heaven Can't Wait)            | Rob Spera           | Robert Berens                      | 2013. november 12. 2018. január 20. | 2,36 millió |
| Dean és Castiel egy gyógyító angyal nyomába ered, aki a halálba segíti a szenvedőket. Sam és Kevin megpróbál alkut kötni Crowleyval, aki a táblaszöveg fordításáért cserébe egy telefonhívást kér.                                                 |     |                                                         |                     |                                    |                                     |             |
| 179. | 7.  | Rosszcsontok (Bad Boys)                                 | Kevin Parks         | Adam Glass                         | 2013. november 19. 2018. január 20. | 2,01 millió |
| Dean és Sam ellátogatnak abba a fiúotthonba, ahol régen Dean is eltöltött pár hónapot. Azt gyanítják, hogy egy itt ragadt szellem kísért a gazdaság területén.                                                                                     |     |                                                         |                     |                                    |                                     |             |
| 180. | 8.  | Szüzet tüntess! (Rock and a Hard Place)                 | John MacCarthy      | Jenny Klein                        | 2013. november 26. 2018. január 27. | 2,39 millió |
| A testvérpárt ezúttal Jody Mills keresi fel azzal a hírrel, hogy rövid idő alatt négy embert is elrabol egy látszólag természetfeletti erővel bíró elkövető. Az áldozatokban egy valami közös: mind ugyanabba a templomba jártak.                  |     |                                                         |                     |                                    |                                     |             |
| 181. | 9.  | Angyal angyalnak farkasa (Holy Terror)                  | Thomas J. Wright    | Brad Buckner & Eugenie Ross-Leming | 2013. december 3. 2018. február 3.  | 2,42 millió |
| Az angyalok frakciókba tömörülve egymás ellen háborúznak. Fény derül Ezékiel féltve őrzött titkára. Cass újra csatlakozik a csapathoz. |     |                                                         |                     |                                    |                                     |             |
| 182. | 10. | Útitársak (Road Trip)                                   | Robert Singer       | Andrew Dabb                        | 2014. január 14. 2018. február 10.  | 2,21 millió |
| Miután fény derül arra, hogy Ezékiel helyett valójában Gádréel foglalta el Sam testét, a bosszúvágytól fűtött Dean és Castiel kénytelen Crowley segítségét kérni, hogy ki tudják űzni Samből az angyalt.                                           |     |                                                         |                     |                                    |                                     |             |
| 183. | 11. | Az első penge (First Born)                              | John Badham         | Robbie Thompson                    | 2014. január 21. 2018. február 17.  | 2,65 millió |
| Sam és Castiel rájön, hogyan tudnák megtalálni Gádréelt, csakhogy a módszer elég fájdalmas lenne Samre nézve. Eközben Crowley összeáll Deannel, hogy megtalálják az első pengét, az egyetlen fegyvert, amivel megölhetnék Abaddont.                |     |                                                         |                     |                                    |                                     |             |
| 184. | 12. | Éles fogak (Sharp Teeth)                                | John Showalter      | Adam Glass                         | 2014. január 28. 2018. február 24.  | 2,76 millió |
| Sam és Dean ismét összeáll Garth-szal. Társuk továbbra is furcsán viselkedik, mígnem aztán fény derül hat hónapja őrzött titkára. |     |                                                         |                     |                                    |                                     |             |
| 185. | 13. | Megtisztulás (The Purge)                                | Phil Sgriccia       | Eric Charmelo & Nicole Snyder      | 2014. február 4. 2018. március 3.   | 2,46 millió |
| Sam és Dean egy wellness központban olyan gyilkosságsorozatban nyomoznak, amelynek során a túlsúlyos áldozatokból minden zsírt kiszívott a titokzatos elkövető.                                                                                    |     |                                                         |                     |                                    |                                     |             |
| 186. | 14. | Foglyok (Captives)                                      | Jerry Wanek         | Robert Berens                      | 2014. február 25. 2018. március 3.  | 2,12 millió |
| Kevin lelke visszatér a bunkerbe, és arra kéri a testvérpárt, hogy szabadítsák ki az anyját, aki egy másik szellem szerint még életben lehet. Eközben Castielt elrabolják, és Bartolómeóhoz viszik, aki válaszút elé állítja.                      |     |                                                         |                     |                                    |                                     |             |
| 187. | 15. | A rém ("#THINMAN")                                      | Jeannot Szwarc      | Jenny Klein                        | 2014. március 4. 2018. március 10.  | 1,93 millió |
| A testvérpár egy tinilány halála ügyében nyomoz. Ismét találkoznak egy régi ismerős „nyomozócsapattal”, Eddel és Harryvel a Ghostfacers-ből. |     |                                                         |                     |                                    |                                     |             |
| 188. | 16. | A Penge nyomában (Blade Runners)                        | Serge Ladouceur     | Brad Buckner & Eugenie Ross-Leming | 2014. március 18. 2018. március 24. | 1,86 millió |
| Crowley már egy ideje nem adott magáról életjelet, így Sam és Dean elhatározzák, felkutatják, hogy együtt akadjanak rá az Első Pengére. |     |                                                         |                     |                                    |                                     |             |
| 189. | 17. | Anyuci pici segédje (Mother's Little Helper)            | Misha Collins       | Adam Glass                         | 2014. március 25. 2018. április 4.  | 2,25 millió |
| Dean Káin bélyegének mellékhatásaival küzd, miközben Crowley próbálja munkára bírni. Sam egyedül ered egy gyilkosságsorozat nyomába: az áldozatokon egyik pillanatról a másikra lett úrrá a gyilkos düh. Úgy tűnik, Abaddon keze lehet a dologban. |     |                                                         |                     |                                    |                                     |             |
| 190. | 18. | Ponyvaregény (Meta Fiction)                             | Thomas J. Wright    | Robbie Thompson                    | 2014. április 15. 2018. április 6.  | 1,60 millió |
| Metatron felajánlja Castielnek, hogy csatlakozzon hozzá, ő azonban nem kér belőle. Gádréel Metatron utasítását követve végez azokkal, akik nem hajlandók csatlakozni a seregükhöz, aztán Samék nyomába ered.                                       |     |                                                         |                     |                                    |                                     |             |
| 191. | 19. | Alex, a vámpírok húga (Alex Annie Alexis Ann)           | Stefan Pleszczynski | Robert Berens                      | 2014. április 22. 2018. április 6.  | 2,10 millió |
| Mills seriff Dean és Sam segítségét kéri, mert egy vámpírfalkától megszökött lány kerül be hozzájuk az őrsre. |     |                                                         |                     |                                    |                                     |             |
| 192. | 20. | Vérvonalak (Bloodlines)                                 | Robert Singer       | Andrew Dabb                        | 2014. április 29. 2018. április 7.  | 2,03 millió |
| Sam és Dean Chicagóba látogatnak. Kiderül, hogy a várost a szörnymaffia öt családja uralja, és épp háború van kirobbanóban az alakváltók és a vérfarkasok között.                                                                                  |     |                                                         |                     |                                    |                                     |             |
| 193. | 21. | A kárhozottak királya (King of the Damned)              | P. J. Pesce         | Brad Buckner & Eugenie Ross-Leming | 2014. május 6. 2018. április 10.    | 1,59 millió |
| Abaddon alkut köt Crowleyval, hogy megszerezze az Első Pengét. Castiel titokban felkeresi Gádréelt, és megpróbálja a saját oldalára állítani. |     |                                                         |                     |                                    |                                     |             |
| 194. | 22. | Lépcső a mennyországba (Stairway to Heaven)             | Guy Bee             | Andrew Dabb                        | 2014. május 13. 2018. április 10.   | 1,74 millió |
| Egyes angyalok Castiel nevében követnek el öngyilkos merényletet. Sam és Dean megpróbálják kideríteni, mi állhat a háttérben, de Deanen egyre jobban elhatalmasodnak Káin bélyegének mellékhatásai.                                                |     |                                                         |                     |                                    |                                     |             |
| 195. | 23. | Te hiszel a csodákban? (Do You Believe in Miracles)     | Thomas J. Wright    | Jeremy Carver                      | 2014. május 20. 2018. április 13.   | 2,30 millió |
| Káin bélyege egyre rosszabb hatással van Deanre, aki alig képes türtőztetni magát. Metatron elkezdi felfedni magát az emberiség előtt, miközben Castiel mindent megtesz, hogy letaszítsa a trónról.                                                |     |                                                         |                     |                                    |                                     |             |

### 10. évad (2014-2015)
| Sor. | Év. | Cím                                                          | Rendező               | Író                                | Premier                             | Nézettség   |
| --- | --- | ------------------------------------------------------------ | --------------------- | ---------------------------------- | ----------------------------------- | ----------- |
| 196. | 1.  | Fekete (Black)                                               | Robert Singer         | Jeremy Carver                      | 2014. október 7. 2019. január 8.    | 2,50 millió |
| Sam minden követ megmozgat, hogy megtalálja a bátyját. Dean ugyanis, Crowley segítségével, démonként tért vissza az életbe, és most minden idejét a bulizás, illetve a rászabadított démonok legyilkolása teszi ki. Eközben Hannah felkeresi az egyre rosszabb bőrben lévő Castielt, és segítséget kér tőle: meg kell találniuk két angyalt, akik a bukás óta a Földön élnek, és megöltek egy angyalt, aki vissza akarta vinni őket a mennybe.                                               |     |                                                              |                       |                                    |                                     |             |
| 197. | 2.  | Vérszomj (Reichenbach)                                       | Thomas J. Wright      | Andrew Dabb                        | 2014. október 14. 2019. január 8.   | 2,13 millió |
| Ahhoz, hogy Dean kordában tudja tartani a benne lakozó démont, csillapítania kell a vérszomját. Ezt Crowley is tudja, ezért vele akarja elvégeztetni a piszkos munkát. Eközben Sam kiszabadul Cole fogságából, aki bosszút esküdött, amikor Dean megölte az apját. Castiel egyre rosszabb állapotban van, ezért Hannah úgy dönt, hogy jobb megoldás híján, még akár Metatronnal is hajlandó alkut kötni.                                                                                     |     |                                                              |                       |                                    |                                     |             |
| 198. | 3.  | A túlélő (Soul Survivor)                                     | Jensen Ackles         | Brad Buckner & Eugenie Ross-Leming | 2014. október 21. 2019. január 15.  | 2,08 millió |
| Sam mindent elkövet annak érdekében, hogy kiűzze a démont Deanből, és így visszakaphassa a bátyját. Az eljárás viszont nagyon megviseli Deant, és Sam attól tart, ha tovább folytatja, a bátyja esetleg belehalhat. Castiel és Hannah úton vannak, hogy segítsenek neki, de eltévednek és belebotlanak Adinába, aki bosszút esküdött ellenük. |     |                                                              |                       |                                    |                                     |             |
| 199. | 4.  | Telihold (Paper Moon)                                        | Jeannot Szwarc        | Adam Glass                         | 2014. október 28. 2019. január 15.  | 1,93 millió |
| Dean úgy érzi, az segítene a legtöbbet, ha visszamenne dolgozni. Épp kapóra jön néhány rejtélyes gyilkosság. A seriff szerint vadállatok lehettek a felelősek, Samnek azonban gyanús, hogy az összes áldozat szíve eltűnt, ami inkább a vérfarkas támadásokra jellemző. |     |                                                              |                       |                                    |                                     |             |
| 200. | 5.  | Rajongói változat (Fan Fiction)                              | Phil Sgriccia         | Robbie Thompson                    | 2014. november 11. 2019. január 22. | 2,17 millió |
| Sam és Dean egy eltűnt tanárnő ügyében nyomoz. Mrs. Chandler egy helyi középiskola színjátszókörét vezette, amely az Odaát novellák alapján készült musicalt próbálta. A társulatból azonban nem csak ő, de egy lány is eltűnik, aki nem értett egyet az író-rendező Marie elképzeléseivel. Sam arra a következtetésre jut, hogy az ügy hátterében Kalliopé, a múzsa állhat, aki életre kelti a darab gonosz szereplőit, akik mindenkit eltávolítanak az útból, aki a premier útjába állhat. |     |                                                              |                       |                                    |                                     |             |
| 201. | 6.  | A komornyik megoldja (Ask Jeeves)                            | John MacCarthy        | Eric Carmelo & Nicole Snyder       | 2014. november 18. 2019. január 22. | 2,54 millió |
| Autószerelés közben Dean talál egy telefont, ami még Bobbyé volt. A sok sms között találnak egy értesítést, ami egy bizonyos Bunny LaCroix végrendeletéről szól. A nő Bobbyra is hagyott valamit, így a fiúk, mint a legközelebbi hozzátartozók, elmennek a megadott címre. Ott azonban egymást érik a gyanús halálesetek. Először szellemekre gyanakodnak, de kiderül, hogy egy sokkal komolyabb ellenféllel állnak szemben.                                                                |     |                                                              |                       |                                    |                                     |             |
| 202. | 7.  | Lányok, lányok, földi boszorkányok (Girls, Girls, Girls)     | Robert Singer         | Robert Berens                      | 2014. november 25. 2019. január 29. | 2,30 millió |
| Dean egy közösségi appon keresztül megismerkedik egy lánnyal. Kiderül, hogy Shaylene egy prostihálózat tagja, amit egy démon vezet. Ám mielőtt Samék szembeszállhatnának vele, megelőzi őket Rowena, a boszorkány. Épp, amikor Dean leszámolhatna vele, megjelenik Cole, hogy elégtételt vegyen a múltkori megaláztatásért, és végre bosszút állhasson az apja haláláért. |     |                                                              |                       |                                    |                                     |             |
| 203. | 8.  | Vámpírok bálja (Hibbing 911)                                 | Tim Andrew            | Jenny Klein                        | 2014. december 2. 2019. január 29.  | 2,33 millió |
| Sam régi ismerőse, Jody a minnesotai kisvárosba, Hibbingbe érkezik a seriff konferenciára. A találkozó ideje alatt megszaporodnak a rejtélyes, és brutális gyilkosságok, amiket a helyi seriff vadállat támadásoknak akar beállítani. Ám Deanék, és egy másik régi ismerősük, Donna nyomozása valami egészen más eredményre jut. |     |                                                              |                       |                                    |                                     |             |
| 204. | 9.  | Terhes múlt (The Things We Left Behind)                      | Guy Norman Bee        | Andrew Dabb                        | 2014. december 9. 2019. február 5.  | 2,62 millió |
| Castielnek bűntudata van, amiért Jimmy Novak bőrébe bújva elvette Claire-től az apját. Szeretne segíteni a lányon, aki jelenleg nevelőotthonban lakik, amikor épp nem szökik el, hogy egy piti bűnözőnek segítsen lopni. Castielt is kirabolja, és faképnél hagyja, ezért az angyal Sam és Dean segítségét kéri. Eközben Crowley-nak az anyja, Rowena, a boszorkány okoz komoly fejtörést a pokolban.                                                                                        |     |                                                              |                       |                                    |                                     |             |
| 205. | 10. | Vadászok viadala (The Hunter Games)                          | John Badham           | Eugenie Ross-Leming & Brad Buckner | 2015. január 20. 2019. február 5.   | 2,42 millió |
| Castiel több alkut köt a mennyben, hogy egy rövid időre a Földre hozhassa Metatront. Abban bíznak, hogy Metatron elárulja nekik, hogyan lehet eltávolítani Káin bélyegét Dean karjáról. Az angyal cserébe azt kéri a Winchester fivérektől, hogy segítsenek neki megtalálni Claire-t, aki kerüli őt, mióta Dean megölte az egyetlen barátját. Dean hajlandó lenne találkozni a lánnyal, nem sejtve, hogy Claire csapdát állít neki.                                                          |     |                                                              |                       |                                    |                                     |             |
| 206. | 11. | Mindenütt jó, de legjobb otthon (There's No Place Like Home) | Phil Sgriccia         | Robbie Thompson                    | 2015. január 27. 2019. február 12.  | 2,06 millió |
| Deanék régi barátja, Charlie visszatér Óz városából. Pontosabban, a sötétebbik énje, aki bosszút akar állni azon az éberen, aki a szülei halálát okozó autóbalesetért volt felelős. Ahhoz, hogy visszajuttassák Charlie-t Óz birodalmába, ahol a két énje egyesülhet, szükségük van valakire, aki meg tudja javítani Óz kulcsát. |     |                                                              |                       |                                    |                                     |             |
| 207. | 12. | Egy fiúról (About a Boy)                                     | Serge Ladouceur       | Adam Glass                         | 2015. február 3. 2019. február 12.  | 2,21 millió |
| A Winchester fivérek rejtélyes eltűnések után nyomoznak, amikor váratlanul Deannek is nyoma vész. Pontosabban, gyerek testben, és egy ház pincéjében tér magához. A nyomozás során Sam arra jut, hogy egy boszorkány varázslata állhat a háttérben. Arra azonban egyikük sem számít, hogy egy híres mese hőseivel találják szemben magukat. |     |                                                              |                       |                                    |                                     |             |
| 208. | 13. | Szellem a gépben (Halt & Catch Fire)                         | John Showalter        | Eric Charmelo, Nicole Snyder       | 2015. február 10. 2019. február 19. | 1,98 millió |
| Egy főiskola diákjai rejtélyes balesetekben veszítik életüket: Billyvel az önálló életre kelt autója végez, Julie-t a laptopja töltőkábele, Kyle-t a vezeték nélküli hangfalai ölik meg. A nyomozás szálai egy autóbalesetben meghalt tanár szelleméhez vezetik Samet és Deant. |     |                                                              |                       |                                    |                                     |             |
| 209. | 14. | A hóhér dala (The Executioner's Song)                        | Phil Sgriccia         | Robert Berens                      | 2015. február 17. 2019. február 19. | 2,09 millió |
| Káin visszatér, és elkezdi egyesével lemészárolni a gyilkosokat, tolvajokat, bűnözőket. Célja, hogy annyi emberrel végezzen, amennyivel csak lehet, mert úgy gondolja, így teheti jóvá a bűnt, amit a világra szabadított. Deanre vár a feladat, hogy szembeszálljon, és megpróbáljon leszámolni vele. |     |                                                              |                       |                                    |                                     |             |
| 210. | 15. | Hulljon a férgese! (The Things They Carried)                 | John Badham           | Jenny Klein                        | 2015. március 18. 2019. február 26. | 1,73 millió |
| Rick és Kit egy alakulatnál szolgált, ám egy balul sikerült mentőakció után mindketten furcsa állapotban tértek haza Irakból. Az állandó szomjúság miatt már az emberi vért is úgy itták, mint a vizet. Dean régi ellenlábasa, Cole Trenton egy bázison állomásozott Kittel, így jó barátok voltak. A Winchester fivérek legnagyobb bánatára, Cole úgy dönt, hogy segít a végére járni ennek az ügynek.                                                                                      |     |                                                              |                       |                                    |                                     |             |
| 211. | 16. | Fesd feketére! (Paint it Black)                              | John Showalter        | Brad Bucker, Eugenie Ross-Leming   | 2015. március 25. 2019. február 26. | 1,70 millió |
| Különös halálestek történnek egy massachusettsi kisvárosban. Az elsőre öngyilkosságnak tűnő esetekben két hasonlóság van: mindhárom áldozatot a gyónás után érte a halál, és mindhárman megcsalták a feleségüket. Eközben a pokolban Rowena, Crowley anyja több száz év után végre bosszút állhat, amiért a boszorkánytanács száműzte őt. |     |                                                              |                       |                                    |                                     |             |
| 212. | 17. | A beépített ember (Inside Man)                               | Rashaad Ernesto Green | Andrew Dabb                        | 2015. április 1. 2019. március 5.   | 1,70 millió |
| Sam egy médium segítségét kéri, hogy felvehesse a kapcsolatot Bobbyval a mennyben. Szüksége van rá, hogy Castiellel együtt kiszabadítsák Metatront a börtönből, mert úgy hiszik, csak ő segíthet levenni a bélyeg átkát Deanről. Dean ráébreszti Crowleyt, hogy az anyja, Rowena csak kihasználja őt, ezért úgy dönt, hogy megszabadul a boszorkánytól, aki a fiát akarta felhasználni Dean ellen.                                                                                           |     |                                                              |                       |                                    |                                     |             |
| 213. | 18. | Az elátkozottak könyve (Book of the Damned)                  | P. J. Pesce           | Robbie Thompson                    | 2015. április 15. 2019. március 5.  | 1,76 millió |
| Charlie megtalálja az Elátkozottak könyvét, az ősi mágiák és varázslatok gyűjteményét, amiben Káin bélyegének ellenszerét is sejteni vélik. A lányt azonban egy titokzatos család tagjai üldözik, akik azt állítják, hogy a könyv az övék. Miután elvette Metatron erejét, aki így emberré vált, Castiel arra kényszeríti, hogy segítsen felkutatni az ő erejét. |     |                                                              |                       |                                    |                                     |             |
| 214. | 19. | A Werther-láda (The Werther Project)                         | Stefan Pleszczynski   | Robert Berens                      | 2015. április 22. 2019. március 12. | 1,63 millió |
| A Rowenával kötött alku értelmében Samnek meg kell találnia Nadia kódexét, mert a boszorkány csak ennek segítségével tudja lefordítani az Elátkozottak könyvét. Sam biztos benne, hogy ebben van az ellenszer Káin bélyegére, ezért bármire hajlandó, hogy segítsen a bátyján. A Kódexet a Werther-ládában őrzik, azt azonban egy halálos átok védi, ami öngyilkosságba kerget mindenkit, aki a közelébe kerül.                                                                              |     |                                                              |                       |                                    |                                     |             |
| 215. | 20. | Angyalszív (Angel Heart)                                     | Steve Boyum           | Robbie Thompson                    | 2015. április 29. 2019. március 13. | 1,74 millió |
| Claire az anyja naplóját követve próbál Amelia nyomára bukkanni, de hamar kórházban találja magát, miután találkozott a kispályás Ronnie-val. Castiel ismét Sam és Dean segítségét kéri, mert úgy gondolja, ők könnyebben szót értenek a lánnyal, mint ő. A nyomok egy rossz útra tért őrangyalhoz vezetnek, aki azért tart fogva embereket, hogy az életerejükből táplálkozhasson. |     |                                                              |                       |                                    |                                     |             |
| 216. | 21. | A sötét dinasztia (Dark Dynasty)                             | Robert Singer         | Eugenie Ross-Leming, Brad Buckner  | 2015. május 6. 2019. március 19.    | 1,45 millió |
| Mivel Rowena lassan halad Nadya kódexének megfejtésével, Sam megkéri Charlie-t, hogy segítsen a boszorkánynak. Abban bízik, hogy így gyorsabban megtalálják Káin bélyegének az ellenszerét az Elátkozottak könyvében. A könyvre azonban a Styne család is igényt tart, és a fivéreknek hamar rá kell döbbenniük, hogy tényleg nagy árat fizet az, akinek a birtokában van a mágiák elátkozott gyűjteménye.                                                                                   |     |                                                              |                       |                                    |                                     |             |
| 217. | 22. | A fogoly (The Prisoner)                                      | Thomas J. Wright      | Andrew Dabb                        | 2015. május 13. 2019. március 20.   | 1,75 millió |
| Charlie halála után Dean megfogadja, hogy bosszút áll a Styne családon. Válogatás nélkül lemészárol mindenkit, aki az útjába kerül, ezért Castiel és Sam úgy érzik, mindent meg kell tenniük, hogy mielőbb lefordíthassák az Elátkozottak könyvét, ami Káin bélyegének ellenszerét is tartalmazza. Rowena azonban csak akkor hajlandó segíteni, ha Sam is betartja az egyezség rá eső részét, és megöli Crowleyt.                                                                            |     |                                                              |                       |                                    |                                     |             |
| 218. | 23. | Eljő a sötétség (Brother's Keeper)                           | Phil Sgriccia         | Jeremy Carver                      | 2015. május 20. 2019. március 26.   | 1,73 millió |
| Dean démonként tovább harcol az ámokfutó Crowleyval, amíg Sam megpróbálja kitalálni, hogyan menthetné meg a rabságból. Crowley érzi, hogy Dean irányítása kicsúszhat a kezéből, ezért minden erejét latba veti. Sam egyetlen reménye Castiel, ám őt korántsem olyan könnyű meggyőzni arról, hogy kivételt tegyen. |     |                                                              |                       |                                    |                                     |             |

### 11. évad (2015-2016)
| Sor. | Év. | Cím                                                         | Rendező               | Író                                | Premier                              | Nézettség   |
| --- | --- | ----------------------------------------------------------- | --------------------- | ---------------------------------- | ------------------------------------ | ----------- |
| 219. | 1.  | A Sötétségből a Fénybe (Out of the Darkness, Into the Fire) | Robert Singer         | Jeremy Carver                      | 2015. október 7. 2020. február 4.    | 1,94 millió |
| Dean karjáról eltűnik a bélyeg, de ezzel a világra rászabadul a Sötétség. A pusztító csapás után a Winchester testvérek egy kivárosba érnek, ahol mindenki zombivá vált a Sötétség hatására. Egyetlen csecsemőt sikerül megmenteniük, Amarát, de közben Sam is megfertőződik. Castiel, Rowena varázslatának hatására továbbra is félőrülten bolyong, míg Hannah vezetésével az angyalok el nem kapják.                              |     |                                                             |                       |                                    |                                      |             |
| 220. | 2.  | Lélektelenül (Form and Void)                                | Phil Sgriccia         | Andrew Dabb                        | 2015. október 14. 2020. február 5.   | 1,85 millió |
| Dean elviszi Jennát és a kis Amarát a nő nagyanyjához, hogy ott biztonságban legyenek. Eközben Sam versenyt fut az idővel, hogy megtalálja az ellenszert, mielőtt ő is zombivá válna. |     |                                                             |                       |                                    |                                      |             |
| 221. | 3.  | Velejéig romlott (The Bad Seed)                             | Jensen Ackles         | Brad Buckner & Eugenie Ross-Leming | 2015. október 21. 2020. február 6.   | 1,59 millió |
| Crowley elkapja Amarát és megpróbálja a saját oldalára állítani, aki mindeközben rohamosan fejlődik az emberi lelkektől. Samnak folyamatosan látomásai vannak Luciferről és a ketrecről. Rowena új Tanácsot akar alapítani, de sikertelenül. Sam és Dean elkapják őt, hogy levegye a varázslatot Castielről. |     |                                                             |                       |                                    |                                      |             |
| 222. | 4.  | Baby (Baby)                                                 | Thomas J. Wright      | Robbie Thompson                    | 2015. október 28. 2020. február 11.  | 2,04 millió |
| Dean és Sam Oregon államba tartanak, ahol egy seriff holttestét találták meg szétmarcangolva. Először úgy gondolják semmiség az ügy, de Castiel segítségével rájönnek, hogy egy Nach-zehrer falkával van dolguk, akik a Sötétség ellen toboroznak hadsereget. |     |                                                             |                       |                                    |                                      |             |
| 223. | 5.  | Kis Lizzie (Thin Lizzie)                                    | Rashaad Ernesto Green | Nancy Won                          | 2015. november 4. 2020. február 12.  | 1,64 millió |
| Sam és Dean gyilkosságok sorozatát vizsgálja egy helyi panzióban, amely Lizzie Borden régi otthona volt. Az eset különleges, és a szálak a nagy Lizzie rajongó Len segítségével, Amaráig vezetnek. |     |                                                             |                       |                                    |                                      |             |
| 224. | 6.  | A mi kis világunk (Our Little World)                        | John Showalter        | Robert Erens                       | 2015. november 11. 2020. február 13. | 1,70 millió |
| Sam és Dean elhatározzák, hogy megölik Amarát, hogy ezzel megállítsák a Sötétséget. Crowley tisztában van vele, hogy már nem lehet sokáig hatalma a lány felett, ezért alkut ajánl neki. Eközben Castiel egy véletlennek köszönhetően rábukkan Metatronra, és megpróbál kiszedni belőle mindent, amit a Sötétségről tud. |     |                                                             |                       |                                    |                                      |             |
| 225. | 7.  | Plüss (Plush)                                               | Tim Andrew            | Eric Charmelo & Nicole Snyder      | 2015. november 18. 2020. február 18. | 1,66 millió |
| Egy régi barát, Donna Hanscum serif kéri Dean és Sam segítségét egy gyilkosság felderítésében. Azonban az ügy gyanúsítottja egy plüssfejet viselő férfi. A szálak egy gyerekzsúrokon fellépő férfihez, Chesterhez vezetnek, akinek a halála több, mint gyanús a fiúk szemében. |     |                                                             |                       |                                    |                                      |             |
| 226. | 8.  | A képzeletbeli barátom (Just My Imagination)                | Richard Speight, Jr.  | Jenny Klein                        | 2015. december 2. 2020. február 19.  | 2,00 millió |
| Váratlan vendég toppan be Sam-hez. Valaki, akivel gyerekkora óta nem találkozott: Sully, a képzeletbeli barátja, aki átsegítette a nehéz időszakokon, amikor senki nem volt mellette. Most Sully kéri Sam segítségét. Valaki a képzeletbeli barátokra vadászik, és módszeresen végez velük. Eközben Sam-et a látomások is nyugtalanítják: nem tudja, mit jelentenek, és, hogy komolyan kellene-e foglalkoznia velük.                |     |                                                             |                       |                                    |                                      |             |
| 227. | 9.  | Ó, testvér, merre jársz? (O Brother Where Art Thou?)        | Robert Singer         | Eugenie Ross-Leming & Brad Buckner | 2015. december 9. 2020. február 20.  | 1,90 millió |
| Sam és Dean továbbra is azt keresik, hogyan győzhetnék le a Sötétséget. Crowley és az anyja, Rowena segítségét kérik, hogy beszélhessenek a ketrecbe zárt Luciferrel. Eközben a Sötétség Istent keresi. |     |                                                             |                       |                                    |                                      |             |
| 228. | 10. | Az ördög a részletekben lakozik (The Devil in the Details)  | Thomas J. Wright      | Andrew Dabb                        | 2016. január 20. 2020. február 25.   | 1,83 millió |
| Miközben a Sötétség egyre nagyobb erőre tesz szert, Lucifer igyekszik meggyőzni Sam-et, hogy fogjanak össze, mert csak közös erővel tudják legyőzni. Dean kénytelen alászállni a Pokolba, hogy Crowley segítségét kérje, hogy megmenthesse Sam-et. |     |                                                             |                       |                                    |                                      |             |
| 229. | 11. | Irány a misztikum (Into the Mystic)                         | John Badham           | Robbie Thompson                    | 2016. január 27. 2020. február 26.   | 1,88 millió |
| A fiúk egy közeli város nyugdíjas otthonában nyomoznak egy rejtélyes haláleset után. Először szellemre gyanakodnak, de később kiderül, hogy valami teljesen másról van szó. Az ügy megoldásához segítséget kapnak egy siket, ír Egyetemes leszármazottól is. |     |                                                             |                       |                                    |                                      |             |
| 230. | 12. | Emlékezzetek rám (Don't You Forget About Me)                | Stefan Pleszczynski   | Nancy Won                          | 2016. február 3. 2020. február 27.   | 1,87 millió |
| Claire Dél-Dakotába hívja a Wimchester fiúkat, mert úgy hiszi, valami természetfeletti tartja rettegésben a várost. Nem segít a helyzeten, hogy Alex-szel utálják egymást, Jody pedig felelőtlennek tartja a lányt. A matematika tanár meggyilkolása azonban változtat a helyzeten. |     |                                                             |                       |                                    |                                      |             |
| 231. | 13. | A szerelem fáj (Love Hurts)                                 | Phil Sgriccia         | Eric Charmelo & Nicole Snyder      | 2016. február 10. 2020. március 3.   | 1,83 millió |
| Amikor egy bébiszittert holtan találnak, az első nyomok alapján Sam és Dean azt hiszik, egy alakváltóval akadt dolguk. Amikor még egy ember meghal, kiderül, hogy egy halálos átokkal kufárkodó boszorkánnyal kell szembenézniük. |     |                                                             |                       |                                    |                                      |             |
| 232. | 14. | A mélység titka (The Vessel)                                | John Badham           | Robert Berens                      | 2016. február 17. 2020. március 4.   | 1,98 millió |
| A Második Világháború idején a Betűvetők birtokába kerül egy fegyver, amit csak az „Isten keze”-ként emlegetnek. Sam úgy véli, ha sikerülne megkaparintani, akkor szembeszállhatnának Amarával. A fegyver azonban elsüllyedt, amikor Delphine egy tengeralattjárón akarta Franciaországból Amerikába juttatni. Amikor Castiel segít az időben visszarepíteni Dean-t, a fiúk még nem sejtik, hogy ő valójában nem az, akinek hiszik. |     |                                                             |                       |                                    |                                      |             |
| 233. | 15. | A ringen túl (Beyond the Mat)                               | Jerry Wanek           | John Bring & Andrew Dabb           | 2016. február 24. 2020. március 5.   | 1,85 millió |
| Az édesapjuk gyerekkorukban sokszor vitte Samet és Deant pankrációra. Amikor arról értesülnek, hogy az egyik példaképük meghalt, elmennek a temetésre, ahol kiderül, hogy a háttérben démoni szálak húzódnak. Eközben Lucifer ördögi csellel próbálja átverni Crowleyt. |     |                                                             |                       |                                    |                                      |             |
| 234. | 16. | A kísértetház (Safe House)                                  | Stefan Pleszczynski   | Robbie Thompson                    | 2016. március 23. 2020. március 10.  | 1,69 millió |
| Sam meggyőzi Dean-t, hogy amíg nem találják meg Cass-t, oldjanak meg egy ügyet. Naoki kislánya kómába esik, miután furcsa hangokat hallottak a házban. A nyomozás során kiderül, hogy ugyanilyen eset már korábban is történt a házban. Akkor Bobby, és egy vadásztársa, Rufus próbálták meg felvenni a küzdelmet egy titokzatos lény ellen.                                                                                        |     |                                                             |                       |                                    |                                      |             |
| 235. | 17. | Vörös hús (Red Meat)                                        | Nina Lopez-Corrado    | Robert Berens & Andrew Dabb        | 2016. március 30. 2020. március 11.  | 1,45 millió |
| A fiúk lazításképpen vérfarkasokra vadásznak. Amikor Sam is felkerül az áldozatok listájára, Dean mindent megtesz, hogy visszahozza az életbe az öccsét. |     |                                                             |                       |                                    |                                      |             |
| 236. | 18. | A pokol angyala (Hell's Angel)                              | Phil Sgriccia         | Brad Buckner & Eugenie Ross-Leming | 2016. április 6. 2020. március 12.   | 1,75 millió |
| Crowley birtokába kerül egy újabb, „Isten kezének” nevezett fegyver, amivel Luciferen akar bosszút állni. Ehhez Sam és Dean segítségét kéri, de ők csak úgy vállalják a feladatot, ha előbb a Sötétség ellen vethetik be a Sötét Herceget, és csak aztán zárják vissza a ketrecébe. |     |                                                             |                       |                                    |                                      |             |
| 237. | 19. | Zsongó kór (The Chitters)                                   | Eduardo Sánchez       | Nancy Won                          | 2016. április 27. 2020. március 17.  | 1,67 millió |
| Sam és Dean egy coloradói kisvárosba látogatnak el, ahonnan 27 évente rejtélyes körülmények között eltűnnek a lakosok. Nyomozás közben összetalálkoznak két vadásszal, akik bosszút akarnak állni az eltűnésekért felelős szörnyön. |     |                                                             |                       |                                    |                                      |             |
| 238. | 20. | A nevem Chuck (Don't Call Me Shurley)                       | Robert Singer         | Robbie Thompson                    | 2016. május 4. 2020. március 18.     | 1,54 millió |
| Metatron halandóként bolyong a Földön, míg egy nap egy bárban találja magát, ahol rajta kívül csak Chuck Shurley, az író tartózkodik. Miközben a bukott angyal rájön, hogy kivel ül egy asztalnál, titokzatos köd telepszik a Hope Springs nevű csöndes kisvárosra. |     |                                                             |                       |                                    |                                      |             |
| 239. | 21. | A családban marad (All in the Family)                       | Thomas J. Wright      | Eugenie Ross-Leming & Brad Buckner | 2016. május 11. 2020. március 19.    | 1,75 millió |
| A fiúk rájönnek, hogy a korábbi próféta, Chuck, valójában nem az, akinek mondja magát. Eközben Amara elpusztít egy várost és felbukkan egy újabb próféta. A segítségével a fiúk kiszabadíthatják Castielt, ehhez azonban Metatron segítségére szükségük lehet. |     |                                                             |                       |                                    |                                      |             |
| 240. | 22. | Mindenki egy ellen (We Happy Few)                           | John Badham           | Robert Berens                      | 2016. május 18. 2020. március 24.    | 1,59 millió |
| Miután Isten és Lucifer rendezik a viszonyukat, Isten összehívja a démonokat, az angyalokat és a boszorkányokat, hogy közösen szálljanak szembe Amarával, annak érdekében, hogy megmentsék a világot. |     |                                                             |                       |                                    |                                      |             |
| 241. | 23. | A kezdet és a vég (Alpha and Omega)                         | Phil Sgriccia         | Andrew Dabb                        | 2016. május 25. 2020. március 25.    | 1,84 millió |
| Az első összecsapás után Chuck fénye egyre jobban elhalványul. Dean és Sam Rowena, Crowley és Castiel segítségével igyekszik megelőzni a világ pusztulását. Eközben Angliában a Betűvetők is akcióba lépnek. |     |                                                             |                       |                                    |                                      |             |

### 12. évad (2016-2017)
| Sor. | Év. | Cím                                                               | Rendező              | Író                                | Premier                                | Nézettség   |
| --- | --- | ----------------------------------------------------------------- | -------------------- | ---------------------------------- | -------------------------------------- | ----------- |
| 242. | 1.  | Tovább a megkezdett úton (Keep Calm and Carry On)                 | Phil Sgriccia        | Andrew Dabb                        | 2016. október 13. 2020. szeptember 23. | 2,15 millió |
| Hogy kifejezze Dean iránt érzett háláját, Amara visszahozza Mary-t a túlvilágról. De Dean-nek még ideje sincs felocsúdni a meglepetésből, mert kiderül, hogy Sam-et elrabolták. Toni-nak, aki azt állítja, hogy a Betűvetők londoni központjából jött, az a célja, hogy egyesítse a világ különböző pontjain élő vadászokat. |     |                                                                   |                      |                                    |                                        |             |
| 243. | 2.  | Mamma Mia (Mamma Mia)                                             | Thomas J. Wright     | Brad Buckner & Eugenie Ross-Leming | 2016. október 20. 2020. szeptember 24. | 1,61 millió |
| Dean, Castiel és Mary Sam nyomára bukkannak. Közben Crowley megtudja, hogy Lucifer Vince Vicente rock sztár testébe bújt, és összefog Rowenával, hogy visszaküldjék a ketrecbe. |     |                                                                   |                      |                                    |                                        |             |
| 244. | 3.  | Szülői szeretet (The Foundry)                                     | Robert Singer        | Robert Berens                      | 2016. október 27. 2020. szeptember 29. | 1,68 millió |
| Mary úgy próbál alkalmazkodni a számára még ismeretlen világhoz, hogy megoldandó ügyeket keres. Így bukkan rá egy rejtélyes halálesetre, ami egy elhagyatott házban történt, ahonnan gyereksírást jelentettek. Eközben Castiel kényszerű szövetségre lép Crowley-val, hogy elkapják Lucifert. |     |                                                                   |                      |                                    |                                        |             |
| 245. | 4.  | Amerikai rémálom (American Nightmare)                             | John Showalter       | Davy Perez                         | 2016. november 3. 2020. szeptember 30. | 1,81 millió |
| Sam és Dean egy rejtélyes ügyben nyomoznak, és a szálak elvezetik őket egy buzgón vallásos családhoz. Sam rájön, hogy rejtegetnek valamit, de ekkor észreveszik őt, és bajba kerül. |     |                                                                   |                      |                                    |                                        |             |
| 246. | 5.  | Az óra szelleme (The One You've Been Waiting For)                 | Nina Lopez-Corrado   | Meredith Glynn                     | 2016. november 10. 2020. október 1.    | 1,70 millió |
| A náci Thule Társaság a fél világot tűvé tette egy rejtélyes arany zsebóra miatt, és elrabolta Ellie-t. Sam és Dean ismét szembenéz a halottidéző nácikkal, hogy kiderítsék, mi köze lehet a kissé szeleburdi lánynak Hitlerhez. |     |                                                                   |                      |                                    |                                        |             |
| 247. | 6.  | Megemlékezés Asa Fox életéről (Celebrating the Life of Asa Fox)   | John Badham          | Steven Yockey                      | 2016. november 17. 2020. október 6.    | 1,80 millió |
| Egy legendás vadász hirtelen és tragikus halálát követő megemlékezésen egy démon kezdi szedni áldozatait, és a vadászoknak együttesen kell szembeszállnia vele. |     |                                                                   |                      |                                    |                                        |             |
| 248. | 7.  | A rock sose hal meg (Rock Never Dies)                             | Eduardo Sánchez      | Robert Berens                      | 2016. december 1. 2020. október 7.     | 1,80 millió |
| Lucifer rájön, hogy Vince Vincente bőrében arra tudja rávenni a rajongóit, amire csak akarja. Ezen felbuzdulva egy koncertet szervez, hogy megölje őket. Sam, Dean és Castiel mindent elkövetnek, hogy megállítsák. |     |                                                                   |                      |                                    |                                        |             |
| 249. | 8.  | Lucifer nyomában (Lotus)                                          | Phil Sgriccia        | Eugenie Ross-Leming & Brad Buckner | 2016. december 8. 2020. október 8.     | 1,73 millió |
| Sam, Dean, Castiel, Crowley és Rowena összeállnak, hogy legyőzzék Lucifert, aki egyre befolyásosabb embereket száll meg. |     |                                                                   |                      |                                    |                                        |             |
| 250. | 9.  | Első vér (First Blood)                                            | Robert Singer        | Andrew Dabb                        | 2017. január 26. 2020. október 13.     | 1,72 millió |
| Az elnök ellen elkövetett merényletet követően Sam és Dean egy titkos szövetségi börtönbe kerül. Innen csak egy kivezető út létezik: a halál. Eközben Mary visszatér a vadászathoz, a brit Betűvetők pedig nagy erőkkel próbálkoznak a toborzással az amerikai vadászok között. |     |                                                                   |                      |                                    |                                        |             |
| 251. | 10. | Lily Sunder kivárt és bosszút áll (Lily Sunder Has Some Regrets)  | Thomas J. Wright     | Steve Yockey                       | 2017. február 2. 2020. október 14.     | 1,73 millió |
| Miután megölik Castiel barátját; Benjamint, Castiel, Sam és Dean elindulnak kideríteni ki volt a tettes. Ám közben kiderül, hogy a tettes angyalokon áll bosszút, ezért Samnek és Deannek meg kell mentenie Castielt, mielőtt még a következő áldozatává válik. |     |                                                                   |                      |                                    |                                        |             |
| 252. | 11. | Csak egy átok (Regarding Dean)                                    | John Badham          | Meredith Glynn                     | 2017. február 9. 2020. október 15.     | 1,73 millió |
| Egy boszorkány üldözése során Dean-t megátkozzák. Az emlékei lassan megfakulnak, végül már a saját nevére sem emlékszik. Sam végül Rowena segítségét kéri a boszorkánycsalád legyőzéséhez és az átok megtöréséhez. |     |                                                                   |                      |                                    |                                        |             |
| 253. | 12. | Ismeretlen ellenség (Stuck in the Middle (With You))              | Richard Speight, Jr. | Davy Perez                         | 2017. február 16. 2020. október 20.    | 1,81 millió |
| Wally megkéri Maryt, Samet, Deant, és Castielt, hogy segítsenek neki elkapni egy démont. Ám miközben a csapat csapdát állít neki, Mary titokban ellop valamit tőle. A démon minden támadásuknak ellenáll, és halálos sebet ejt Castielen. Ezután megjelenik Crowley, aki figyelmezteti őket, hogy végzetes hibát követtek el. |     |                                                                   |                      |                                    |                                        |             |
| 254. | 13. | Családi viszály (Family Feud)                                     | PJ Pesce             | Brad Buckner & Eugenie Ross-Leming | 2017. február 23. 2020. október 21.    | 1,62 millió |
| Miközben Sam és Dean egy titokzatos gyilkosságsorozat ügyében nyomoz, Mary egyre szorosabbra fűzi az együttműködést a Betűvetők angol részlegével, ezt azonban igyekszik elhallgatni a fiai előtt. Crowley a bosszúját tervezi Lucifer ellen, a nyomozás szálai pedig a fiához, Gavin-hez vezetik a Winchester fiúkat. |     |                                                                   |                      |                                    |                                        |             |
| 255. | 14. | A rajtaütés (The Raid)                                            | John MacCarthy       | Robert Berens                      | 2017. március 2. 2020. október 22.     | 1,63 millió |
| Marynek és a Brit Betűvetőknek esélye nyílik kiírtani az utolsó vámpír fészket, azonban az Alfa vámpír és egy áruló keresztbe tesz a tervüknek. |     |                                                                   |                      |                                    |                                        |             |
| 256. | 15. | Félúton menny és pokol között (Somewhere Between Heaven and Hell) | Nina Lopez-Corrado   | Davy Perez                         | 2017. március 9. 2020. október 27.     | 1,49 millió |
| Szinte még vissza sem tértek a bunkerbe, Sam telefonja ismét jelez: újabb ügyet kaptak. Ezúttal a Pokol egyik elszabadult kutyája szedi áldozatait. Eközben Castiel egy elég ígéretes nyomra bukkan, ami elvezetheti Kelly Kline-hoz, aki Lucifer gyermekével terhes. Mikor Dean megtudja, hogy Sam a Betűvetők brit részlegétől kapja az újabb és újabb ügyeket, hajlik rá, hogy mégis együtt dolgozzon velük, de csak egyetlen feltétellel. |     |                                                                   |                      |                                    |                                        |             |
| 257. | 16. | Hölgyvásár (Ladies Drink Free)                                    | Amyn Kaderali        | Meredith Glynn                     | 2017. március 30. 2020. október 28.    | 1,71 millió |
| Sam és Dean egy vérfarkasügyet kap Micktől. A nyomozásban az angol Betűvető is részt vesz, azonban a kis csapat nem várt akadályokba ütközik, ráadásul egy régi ismerőssel is összefutnak. |     |                                                                   |                      |                                    |                                        |             |
| 258. | 17. | A brit invázió (The British Invasion)                             | John Showalter       | Eugenie Ross-Leming & Brad Buckner | 2017. április 6. 2020. október 29.     | 1,57 millió |
| A fiúk továbbra is keresik a nefilim anyját, akit a Pokol egyik hercege védelmez. Ebben segíti őt Mick, akit múltja árnyai kísértenek. Sam és Dean egy régi barátjuktól, Eileen Leahytől is segítséget kérnek a nyomozáshoz. |     |                                                                   |                      |                                    |                                        |             |
| 259. | 18. | Az emlék fennmarad (The Memory Remains)                           | Phil Sgriccia        | John Bring                         | 2017. április 13. 2020. november 3.    | 1,55 millió |
| Sam és Dean egy eltűnt személy ügyében kezdenek nyomozni egy kis városban. A szemtanú elárulja a Winchester fivéreknek, hogy egy kecskefejű ember támadta meg az eltűntként nyilvántartott barátját. A fivérek először nem tudják, mit higgyenek, de amikor a szemtanú is eltűnik, rájönnek, hogy a város egy sötét titkot rejteget. |     |                                                                   |                      |                                    |                                        |             |
| 260. | 19. | A jövő (The Future)                                               | Amanda Tapping       | Robert Berens & Meredith Glynn     | 2017. április 27. 2020. november 5.    | 1,38 millió |
| Kelly továbbra is a Pokol Hercegének fogságában sínylődik. A fiúk azon dolgoznak, hogy megoldást találjanak arra, hogy valamiképpen megmentsék Kellyt és a magzatot. Eközben Castiel visszatér a Földre, többedmagával, hogy megpróbálja megölni a lányt. |     |                                                                   |                      |                                    |                                        |             |
| 261. | 20. | Tasha Banes (Twigs & Twine & Tasha Banes)                         | Richard Speight, Jr. | Steve Yockey                       | 2017. május 4. 2020. november 10.      | 1,51 millió |
| Alicia Banes felhívja Maryt, hogy segítséget kérjen tőle, miután az anyja, Tasha eltűnt. Sam veszi fel Mary telefonját, és Deannel elindulnak segíteni Alicianak és a testvérének, Maxnek, akiktől megtudják, hogy Tasha egy hatalmas boszorkányra vadászott. Közben Marynek kétségei támadnak a Brit Betűvetőket illetően. |     |                                                                   |                      |                                    |                                        |             |
| 262. | 21. | Valami gond van Maryvel (There's Something About Mary)            | PJ Pesce             | Brad Buckner & Eugenie Ross-Leming | 2017. május 11. 2020. november 11.     | 1,41 millió |
| Sam és Dean egyre több vadász végzetes balesetéről szerez tudomást, ezért úgy határoznak, hogy a biztonság kedvéért megkeresik Maryt. Közben Toni visszatér az államokba és Maryt egy speciális kezelésben részesíti. |     |                                                                   |                      |                                    |                                        |             |
| 263. | 22. | Akikké lettünk (Who We Are)                                       | John Showalter       | Robert Berens                      | 2017. május 18. 2020. november 12.     | 1,75 millió |
| Sam és Dean csak egymásra számíthatnak, miközben lehetetlen feladatokat kell megoldaniuk: egyrészt ki kell jutniuk a saját bunkerükből, másrészt le kell győzniük a Brit Betűvetőket. |     |                                                                   |                      |                                    |                                        |             |
| 264. | 23. | Letekintek őrtornyomból (All Along the Watchtower)                | Robert Singer        | Andrew Dabb                        | 2017. május 18. 2020. november 17.     | 1,65 millió |
| Mary és a fiúk azzal szembesülnek, hogy Luciferrel is meg kell küzdeniük, hogy ha meg akarják találni Castielt és Kellyt. A hamarosan világra jövő nefilim eközben egy átjárót nyit egy másik valóságba, ahol a jók egy régi ismerőssel találkoznak. |     |                                                                   |                      |                                    |                                        |             |

### 13. évad (2017-2018)
| Sor. | Év. | Cím                                                    | Rendező              | Író                                | Premier                             | Nézettség   |
| --- | --- | ------------------------------------------------------ | -------------------- | ---------------------------------- | ----------------------------------- | ----------- |
| 265. | 1.  | Az elveszett fiú (Lost and Found)                      | Phil Sgriccia        | Andrew Dabb                        | 2017. október 12. 2020. június 9.   | 2,10 millió |
| Jack, Lucifer fia, egyetlen szempillantás alatt válik csecsemőből tinédzserré, és azonnal nyoma is vész, amikor Dean végezni akar vele. Sam a helyi seriffhivatalban bukkan rá, de nem a testvérek az egyetlenek, akik meg akarják találni. Az angyalok szintén vadásznak rá. |     |                                                        |                      |                                    |                                     |             |
| 266. | 2.  | Felemelkedés (The Rising Son)                          | Thomas J. Wright     | Eugenie Ross-Leming & Brad Buckner | 2017. október 19. 2020. június 10.  | 1,90 millió |
| Dean és Sam utazás közben megszállnak egy hotelben Jackkel, ahol azonban nincsenek biztonságban. Találkoznak Donatelloval, akit Jack ereje vonz oda, ahogy más démonokat is, és ennek köszönhetően megmutatkozik Jack ereje. Közben Lucifer és Mary Mihállyal találkozik az apokaliptikus világban. |     |                                                        |                      |                                    |                                     |             |
| 267. | 3.  | A látnok (Patience)                                    | Robert Singer        | Robert Berens                      | 2017. október 26. 2020. június 16.  | 1,93 millió |
| Egy rég nem látott barátjuk hívja fel Sam-et. Missouri segítséget kér a fiúktól, mert egy lidérc megölte az egyik közeli barátját, aki szintén látnok volt, mint ő, és most veszélyben érzi a fia, és az unokája életét. Sam Jody-t kéri meg, hogy vegye át az ügyet, mert ő Jack-nek akar segíteni, hogy megtalálja a helyét a világban. Dean azonban nem rajong az ötletért, mert a fiút okolja minden szerettük haláláért.     |     |                                                        |                      |                                    |                                     |             |
| 268. | 4.  | A nagy üresség (The Big Empty)                         | John Badham          | Meredith Glynn                     | 2017. november 2. 2020. június 17.  | 1,82 millió |
| Miután rejtélyes körülmények között sorra hunynak el egy gyásztanácsadó páciensei, Dean, Sam és Jack nyomozni kezdenek, és közben önmaguk is rákényszerülnek, hogy feldolgozzák a saját gyászukat. Közben Castiel a nagy ürességben találja magát. |     |                                                        |                      |                                    |                                     |             |
| 269. | 5.  | Haladó Haláltan (Advanced Thanatology)                 | John Showalter       | Steve Yockey                       | 2017. november 9. 2020. június 23.  | 1,71 millió |
| Sam és Dean egy coloradói kisvárosban nyomoznak egy helyi fiú különös esetének ügyében, aki megnémul, miután egy kísértetjárta házban trauma éri és eltűnik a barátja. Egy régi, bár nem különösebben szívelt ismerős azonban a fiúk segítségére siet. |     |                                                        |                      |                                    |                                     |             |
| 270. | 6.  | Vadnyugati történet (Tombstone)                        | Nina Lopez-Corrado   | Davy Perez                         | 2017. november 16. 2020. június 24. | 1,89 millió |
| Castiel, Sam, Dean, és Jack együtt indulnak útnak egy álmos, kis vadnyugati városba egy sírrablási ügyben nyomozni, ahol Dean végre kiélheti gyermeki vágyait, amikor szemtől szembe megmérkőzik a szörnnyel, aki a vadnyugat egyik revolverhősének bőrébe bújt. |     |                                                        |                      |                                    |                                     |             |
| 271. | 7.  | Világok harca (War of the Worlds)                      | Richard Speight, Jr. | Eugenie Ross-Leming & Brad Buckner | 2017. november 23. 2020. június 25. | 1,24 millió |
| Lucifer továbbra is a párhuzamos világban raboskodik. Eközben Sam, Dean és Castiel továbbra is Jacket keresik. Amíg Castiel utánajár egy lehetséges nyomnak, a testvérek néhány megkínzott és meggyilkolt boszorkány ügyét igyekeznek felgöngyölíteni. |     |                                                        |                      |                                    |                                     |             |
| 272. | 8.  | A skorpió és a béka (The Scorpion and the Frog)        | Robert Singer        | Meredith Glynn                     | 2017. november 30. 2020. június 30. | 1,73 millió |
| A Winchester fivéreket azzal keresi meg egy ismeretlen démon, hogy segít nekik megtalálni Jacket, ha cserébe vállalkoznak valamire. |     |                                                        |                      |                                    |                                     |             |
| 273. | 9.  | A Rossz Hely (The Bad Place)                           | Phil Sgriccia        | Robert Berens                      | 2017. december 7. 2020. július 1.   | 1,74 millió |
| Míg Sam, Dean és Castiel Jack után kutatnak, a fiú felkeres egy álomjárót, aki képes a világok között utazni. A segítségét kéri, hogy megtalálhassa Mary-t. De Derek nem tud segíteni, így elküldi Jack-et Kaia-hoz, aki sokkal erősebb képességekkel rendelkezik. A lányt azonban Elewon vezetésével elrabolják az angyalok, hogy így csalják csapdába a fiút.                                                                   |     |                                                        |                      |                                    |                                     |             |
| 274. | 10. | Csökönyös csajok (Wayward Sisters)                     | Phil Sgriccia        | Robert Berens and Andrew Dabb      | 2018. január 18. 2020. július 2.    | 1,85 millió |
| Miután Sam és Dean eltűnik, Jody felkeresi Claire-t, és megkéri, hogy jöjjön haza segíteni megkeresni a fiúkat. Miközben a lányok megpróbálják felkutatni Kaiat, az álomjárót, Jody Patience látomása miatt aggódik. |     |                                                        |                      |                                    |                                     |             |
| 275. | 11. | Összeomlás (Breakdown)                                 | Amyn Kaderali        | Davy Perez                         | 2018. január 25. 2020. július 7.    | 1,93 millió |
| Miközben Sam egyre jobban az elmúlt hónapok eseményeinek hatása alá kerül, Donna ismét a fiúk segítségét kéri eltűnt unokahúga felkutatásához. Az elsőre hétköznapinak tűnő ügyről hamar kiderül, hogy itt is természetfeletti erők munkálkodnak a háttérben. |     |                                                        |                      |                                    |                                     |             |
| 276. | 12. | Szélhámosok és palimadarak (Various & Sundry Villains) | Amanda Tapping       | Steve Yockey                       | 2018. február 1. 2020. július 8.    | 1,68 millió |
| Jamie és Jennie Plum fiatal boszorkányokként egymás után szedik az áldozataikat, és a következő kiszemeltjük a Winchester-fivérek, akiktől meg akarják szerezni a Fekete Igekönyvet, ám váratlanul Rowena is felbukkan. |     |                                                        |                      |                                    |                                     |             |
| 277. | 13. | Pokoli alku (Devil's Bargain)                          | Eduardo Sánchez      | Eugenie Ross-Leming & Brad Buckner | 2018. február 8. 2020. július 14.   | 1,81 millió |
| Lucifer egyre gyengébb, és egyre kevesebb angyalt talál a Földön, akiknek kiszívhatná az erejét. Asmodeus épp ezt akarja kihasználni, és utánaküldi Ketch-et, hogy végezzen a Pokol Hercegével. Lucifer azonban belebotlik egy Anael nevű angyalba, aki most csodatevőként ténykedik az emberek között, és egy olyan alkut kötnek, amely mindkettejük számára előnyös lehet.                                                      |     |                                                        |                      |                                    |                                     |             |
| 278. | 14. | Jó szándék (Good Intentions)                           | P. J. Pesce          | Meredith Glynn                     | 2018. március 1. 2020. július 15.   | 1,61 millió |
| Miután Jacknek és Marynek sikerül kiszabadulnia Mihály fogságából találnak egy szövetségest, Bobby Singer személyében. Sam, Dean, és Castiel közel kerülnek ahhoz, hogy megtalálják a receptet a kapu megnyitásához, azonban nem várt akadályba ütköznek |     |                                                        |                      |                                    |                                     |             |
| 279. | 15. | Egy szent ember (A Most Holy Man)                      | Amanda Tapping       | Andrew Dabb & Robert Singer        | 2018. március 8. 2020. július 16.   | 1,66 millió |
| Egy szent ember vére az egyik fő alkotóeleme annak a varázslatnak, amellyel Sam és Dean visszahozhatja Jack-et és Mary-t a saját univerzumukba. Ehhez azonban alkut kell kötniük a vallási ereklyékkel üzletelő, minden hájjal megkent Richard Greenstreet-tel. A díler Szent Péter koponyáját akarja cserébe, amit nemrég loptak el egy máltai kegyhelyről. A koponyára azonban Scarpatti, a helyi maffia feje is szemet vetett. |     |                                                        |                      |                                    |                                     |             |
| 280. | 16. | Scooby-Doo és a Winchester fivérek (Scoobynatural)     | Robert Singer        | Jim Krieg & Jeremy Adams           | 2018. március 29. 2020. július 21.  | 2,03 millió |
| Sam, Dean és Castiel egy animációs világba kerül, ahol összefognak Scooby-Doo-val és a csapattal, hogy megoldjanak egy rejtélyt. |     |                                                        |                      |                                    |                                     |             |
| 281. | 17. | A dolog (The Thing)                                    | John Showalter       | Davy Perez                         | 2018. április 5. 2020. július 22.   | 1,41 millió |
| Sam és Dean továbbra is Salamon pecsétjét keresik. Az ősi iratok között talált nyomok a Betűvetők másik bázisára vezet, ahol egy megkötözött nőt találnak. A vélt áldozat azonban súlyos titkot őriz. |     |                                                        |                      |                                    |                                     |             |
| 282. | 18. | Alkalmi szövetségek (Bring 'em Back Alive)             | Amyn Kaderali        | Brad Buckner & Eugenie Ross-Leming | 2018. április 12. 2020. július 23.  | 1,53 millió |
| Lucifer átveszi a menny felett az irányítást, azonban a dolgok nem a terv szerint alakulnak, amivel felbosszantja az angyalokat. Sam és Castiel megpróbálja talpra állítani Gábrielt, közben meg Dean egy lépéssel közelebb jut ahhoz, hogy megtalálja Mary-t és Jacket. |     |                                                        |                      |                                    |                                     |             |
| 283. | 19. | Mennyben az angyal (Funeralia)                         | Nina Lopez-Corrado   | Steve Yockey                       | 2018. április 19. 2020. július 28.  | 1,38 millió |
| Castiel az angyaloktól kér segítséget, hogy megtalálhassa Gábrielt, mert csak az arkangyal állíthatja meg Mihályt, akinek az a célja, hogy leigázza a világot. De azzal kell szembesülnie, hogy a Menny is veszélyben van, olyan kevés angyal maradt. Eközben Sam és Dean mindent elkövet, hogy megállítsák Rowena-t, aki válogatás nélkül végez ártatlannak tűnő emberekkel, ezzel beleavatkozva a természet rendjébe.           |     |                                                        |                      |                                    |                                     |             |
| 284. | 20. | Elvarratlan szál (Unfinished Business)                 | Richard Speight, Jr. | Meredith Glynn                     | 2018. április 26. 2020. július 29.  | 1,51 millió |
| Gábriel visszatér és belerángatja Deant és Samet a saját bosszújába, amit azok ellen tervez, akiknek köszönhetően Asmodeoushoz kerül. Eközben Jack egy bátor döntést hoz, amellyel másokat is veszélybe sodor. |     |                                                        |                      |                                    |                                     |             |
| 285. | 21. | A halál alagútja (Beat the Devil)                      | Phil Sgriccia        | Robert Berens                      | 2018. május 3. 2020. július 30.     | 1,39 millió |
| Rowena és Gábriel segítségével Sam és Dean tőrbe csalják Lucifert, hogy az erejét megcsapolva megnyithassák az átjárót az Apokaliptikus Világba, és kiszabadíthassák. |     |                                                        |                      |                                    |                                     |             |
| 286. | 22. | Exodus (Exodus)                                        | Thomas J. Wright     | Eugenie Ross-Leming & Brad Buckner | 2018. május 10. 2020. augusztus 4.  | 1,30 millió |
| Miután Samet feltámasztja Lucifer, az ördög behajtja a tartozást a fia személyében. Közben Sam és Dean kitalálnak egy tervet az ártatlanok megmentésére. |     |                                                        |                      |                                    |                                     |             |
| 287. | 23. | Angyalok háborúja (Let the Good Times Roll)            | Robert Singer        | Andrew Dabb                        | 2018. május 17. 2020. augusztus 5.  | 1,63 millió |
| Lucifer alkut köt Mihállyal, így mind a ketten visszajutnak Sam és Dean világába. Lucifer Jack-ért jött, hogy ketten együtt megteremtsenek egy új világot, minden mást Mihályra hagy. Amikor viszont kiderül, hogy Lucifer megölte Maggie-t, Jack barátját az Apokaliptikus Világból, a fiú ellenszegül az apjának, aki megsebzi őt, és magával viszi, hogy az erejét megcsapolva még nagyobb hatalomra tegyen szert.             |     |                                                        |                      |                                    |                                     |             |

### 14. évad (2018-2019)
| Sor. | Év. | Cím                                            | Rendező             | Író                                                                     | Premier                                | Nézettség   |
| --- | --- | ---------------------------------------------- | ------------------- | ----------------------------------------------------------------------- | -------------------------------------- | ----------- |
| 288. | 1.  | Angyal, álruhában (Stranger in a Strange Land) | Thomas J. Wright    | Andrew Dabb                                                             | 2018. október 11. 2020. augusztus 6.   | 1,49 millió |
| Miután Mihály megszállta Dean-t, Sam mindent elkövet, hogy megtalálja az eltűnt bátyját. Castiel kész még a démonokkal is lepaktálni csak azért, hogy megtalálhassák a barátját. A démonok falkavezérének, Kip-nek azonban másak a tervei. |     |                                                |                     |                                                                         |                                        |             |
| 289. | 2.  | Istenek és szörnyek (Gods and Monsters)        | Richard Speight Jr. | Brad Buckner & Eugenie Ross-Leming                                      | 2018. október 18. 2020. augusztus 11.  | 1,53 millió |
| Sam Mihály nyomára bukkan, így Maryvel és Bobbyval elindulnak felkutatni. Jack teljesen maga alá kerül, és úgy dönt, hogy felkeresi a vér szerinti rokonait. |     |                                                |                     |                                                                         |                                        |             |
| 290. | 3.  | A sebhely (The Scar)                           | Robert Singer       | Robert Berens                                                           | 2018. október 25. 2020. augusztus 12.  | 1,39 millió |
| Miután Dean visszatér, egy hatalmas sebhelyet fedez fel a karján. Az egyetlen olyan ismert fegyver okozta, ami végezhet Mihály arkangyallal. Miután beszéltek Jody-val, és kiderült, hogy Sioux Falls-ban is hasonló módon végeztek három áldozattal, a Winchester fivérek elindulnak, hogy felkutassák a fegyvert. Eközben Castiel-nek egy lányt kell megmentenie, akit egy boszorkány átkozott meg, hogy kiszívhassa a fiatalságát. |     |                                                |                     |                                                                         |                                        |             |
| 291. | 4.  | Halloweeni játékok (Mint Condition)            | Amyn Kaderali       | Davy Perez                                                              | 2018. november 1. 2020. augusztus 13.  | 1,46 millió |
| Egy boltban életre kel egy képregényhős, ami megtámadja az egyik eladót. Sam és Dean nyomozni kezdenek és nemsokára egy horrorfilm világában találják magukat. |     |                                                |                     |                                                                         |                                        |             |
| 292. | 5.  | A valóra vált rémálom (Nightmare Logic)        | Darren Grant        | Meredith Glynn                                                          | 2018. november 8. 2020. augusztus 18.  | 1,43 millió |
| Maggie az első, önálló vadászatára indul. A nyomok egy családi kriptába vezetnek, ahol egy ismeretlen szörny elrabolja a lányt. Sam és Dean azonnal a helyszínre sietnek, de legnagyobb meglepetésükre Mary és Bobby már megelőzte őket. A nyomozás során egyre furcsább jelenségekkel találkoznak, melyek mind összefüggnek a birtok kómában fekvő tulajdonosával.                                                                   |     |                                                |                     |                                                                         |                                        |             |
| 293. | 6.  | Csak pozitívan! (Optimism)                     | Richard Speight Jr. | Steve Yockey                                                            | 2018. november 15. 2020. augusztus 19. | 1,48 millió |
| Sam és Charlie összeállnak, hogy megoldjanak egy rejtélyes ügyet, közben Jack is talál egy ügyet és meggyőzi Deant, hogy vigye el vadászni. |     |                                                |                     |                                                                         |                                        |             |
| 294. | 7.  | Emberfeletti természet (Unhuman Nature)        | John Showalter      | Eugenie Ross-Leming & Brad Buckner                                      | 2018. november 29. 2020. augusztus 20. | 1,49 millió |
| Mióta Lucifer meghalt, Nick nem találja a helyét. Eltökélt szándéka, hogy annyi év után végre felkutatja a családja gyilkosát. Ám idővel be kell látnia, hogy teljesen más célok vezérlik. Eközben Sam meggyőzi Rowenát, hogy segítsen Jacknek, akinek napról napra romlik az állapota. Castiel még egy sámánt is felkeres, abban a reményben, hogy nála ehet a gyógyír. De úgy tűnik, semmi sincs, ami segíthetne a fiún.            |     |                                                |                     |                                                                         |                                        |             |
| 295. | 8.  | Halál-hágó (Byzantium)                         | Eduardo Sánchez     | Meredith Glynn                                                          | 2018. december 6. 2020. augusztus 25.  | 1,53 millió |
| Dean és Sam egy váratlan szövetségesre talál, aki megváltoztatja mindannyiuk életét. Közben a mennyet támadás éri egy sötét erő részéről, amelynek elhárítása óriási áldozatot kíván Castieltől. |     |                                                |                     |                                                                         |                                        |             |
| 296. | 9.  | A lándzsa (The Spear)                          | Amyn Kaderali       | Robert Berens                                                           | 2018. december 13. 2020. augusztus 26. | 1,43 millió |
| Sam és Dean felkeresik régi barátjukat, Garth-ot, hogy információt szerezzenek tőle arról, hogy mire készülhet Mihály. A fivérek abban a reményben válnak külön, hogy így nagyobb eséllyel találhatnak olyan fegyvert, amellyel szembeszállhatnak az arkangyallal. Ám ez egy olyan háború lehet, amit nem nyerhetnek meg. |     |                                                |                     |                                                                         |                                        |             |
| 297. | 10. | Nihil (Nihilism)                               | Amanda Tapping      | Steve Yockey                                                            | 2019. január 17. 2020. augusztus 27.   | 1,44 millió |
| Mihály ismét megszállja és elnyomja magában Deant, és közben a serege folytatja a támadást. Azonban Sam előáll egy olyan tervvel, amivel el tudja érni Deant, hogy megállítsa Mihályt, mielőtt mindenki meghal. |     |                                                |                     |                                                                         |                                        |             |
| 298. | 11. | Megtörve (Damaged Goods)                       | Phil Sgriccia       | Davy Perez                                                              | 2019. január 24. 2020. szeptember 1.   | 1,44 millió |
| Dean titokzatos viselkedése gyanút kelt Samben és Maryben, ám végül rájönnek mi áll mögötte. Eközben Nicknek sikerül választ találnia a kérdésre. |     |                                                |                     |                                                                         |                                        |             |
| 299. | 12. | Új próféta (Prophet and Loss)                  | Thomas J. Wright    | Brad Buckner & Eugenie Ross-Leming                                      | 2019. január 31. 2020. szeptember 2.   | 1,40 millió |
| Mielőtt Dean végrehajtaná a tervét a fivérek még utoljára pontot akarnak tenni egy ügy végére. Közben Nicknek szembe kell néznie a múltjával. |     |                                                |                     |                                                                         |                                        |             |
| 300. | 13. | Lebanon (Lebanon)                              | Robert Singer       | Andrew Dabb & Meredith Glynn                                            | 2019. február 7. 2020. szeptember 3.   | 1,64 millió |
| Sam és Dean egy okkult könyvben keresnek választ a problémájukra, de megoldás helyett egy olyan dologra bukkannak, amelyre egyikük sem számított. |     |                                                |                     |                                                                         |                                        |             |
| 301. | 14. | Uroborosz (Ouroboros)                          | Amyn Kaderali       | Steve Yockey                                                            | 2019. március 7. 2020. szeptember 8.   | 1,29 millió |
| Sam és Dean Rowena segítségét kérik, hogy nyomon tudjanak követni egy félistent, ami emberi hússal táplálkozik. Közben Deannek egyre nagyobb kihívást jelent féken tartani Mihály arkangyalt. |     |                                                |                     |                                                                         |                                        |             |
| 302. | 15. | Lelki béke (Peace of mind)                     | Phil Sgriccia       | Történet: Meghan Fitzmartin & Steve Yockey Tévéjáték: Meghan Fitzmartin | 2019. március 14. 2020. szeptember 9.  | 1,51 millió |
| Sam és Castiel a nyomozásuk során eljutnak egy festői kisvárosba, ahol hamar kiderül, hogy semmi sem olyan idilli, mint amilyennek elsőre tűnik. Eközben Dean és Jack útra kelnek, hogy felkeressenek egy régi barátot. |     |                                                |                     |                                                                         |                                        |             |
| 303. | 16. | Ne menj az erdőbe! (Don't go in the woods)     | John Fitzpatrick    | Davy Perez & Nick Vaught                                                | 2019. március 21. 2020. szeptember 10. | 1,46 millió |
| Samnek és Deannek egy olyan szörnyeteggel kell megbirkózniuk, amivel még soha sem találkoztak. Jack pedig egy új baráti társasággal keveredik új kalandba. |     |                                                |                     |                                                                         |                                        |             |
| 304. | 17. | A nagy trükk (Game Night)                      | John Showalter      | Meredith Glynn                                                          | 2019. április 4. 2020. szeptember 15.  | 1,25 millió |
| Sam és Dean egy bajba esett barátjuk segítségére siet, Castiel pedig Anael segítségét kéri, hogy Jack érdekében kapcsolatba tudjon lépni Chuckkal. |     |                                                |                     |                                                                         |                                        |             |
| 305. | 18. | Hiány (Absence)                                | Nina Lopez-Corrado  | Robert Berens                                                           | 2019. április 11. 2020. szeptember 16. | 1,47 millió |
| Samet, Deant és Castielt egyre jobban aggasztja Jack állapota, aki Rowenától kér segítséget, hogy helyrehozhassa a hibáját. |     |                                                |                     |                                                                         |                                        |             |
| 306. | 19. | Jack a koporsóban (Jack in the Box)            | Robert Singer       | Eugenie Ross-Leming & Brad Bucker                                       | 2019. április 18. 2020. szeptember 17. | 1,28 millió |
| Mary temetését követően gyanús, bibliai utalású halálesetek történnek, és a szálak Jackhez vezetnek. Mindeközben a mennynek új vezetőre van szüksége, és Dumah úgy véli megtalálta a tökéletes jelöltet. |     |                                                |                     |                                                                         |                                        |             |
| 307. | 20. | Kataklizma (Moriah)                            | Phil Sgriccia       | Andrew Dabb                                                             | 2019. április 25. 2020. szeptember 22. | 1,30 millió |
| Jacket kiborítja a sok hazugság, és teljesen felborul körülötte a világ. Közben felbukkan Chuck, és egy kataklizmatikus konfliktus alakul ki Dean, Sam, Castiel, Jack és Chuck között. |     |                                                |                     |                                                                         |                                        |             |

### 15. évad (2019-2020)
| Sor. | Év. | Cím                                                                    | Rendező             | Író                                                               | Premier                             | Nézettség   |
| ---- | --- | ---------------------------------------------------------------------- | ------------------- | ----------------------------------------------------------------- | ----------------------------------- | ----------- |
| 308. | 1.  | Feltámad a pokol (Back and to the Future)                              | John Showalter      | Andrew Dabb                                                       | 2019. október 10. 2022. március 8.  | 1,23 millió |
| 309. | 2.  | Kísértetváros (Raising Hell)                                           | Robert Singer       | Brad Buckner & Eugenie Ross-Leming                                | 2019. október 17. 2022. március 8.  | 1,16 millió |
| 310. | 3.  | A hasadék (The Rupture)                                                | Charles Beeson      | Robert Berens                                                     | 2019. október 24. 2022. március 8.  | 1,24 millió |
| 311. | 4.  | Újra talpon (Atomic Monsters)                                          | Jensen Ackles       | Davy Perez                                                        | 2019. november 7. 2022. március 8.  | 1,10 millió |
| 312. | 5.  | Pédabeszédek könyve 17:3 (Proverbs 17:3)                               | Richard Speight Jr. | Steve Yockey                                                      | 2019. november 14. 2022. március 8. | 1,30 millió |
| 313. | 6.  | Boszorkányság (Golden Time)                                            | John Showalter      | Meredith Glynn                                                    | 2019. november 21. 2022. március 8. | 1,14 millió |
| 314. | 7.  | Utolsó kör (Last Call)                                                 | Amyn Kaderali       | Jeremy Adams                                                      | 2019. december 5. 2022. március 8.  | 1,06 millió |
| 315. | 8.  | Mi atyánk, aki nem a mennyekben van (Our Father, Who Aren't in Heaven) | Richard Speight Jr. | Eugenie Ross-Leming & Brad Buckner                                | 2019. december 12. 2022. március 8. | 1,09 millió |
| 316. | 9.  | A csapda (The Trap)                                                    | Robert Singer       | Robert Berens                                                     | 2020. január 16. 2022. március 8.   | 1,13 millió |
| 317. | 10. | A hős útja (The Heroes' Journey)                                       | John Showalter      | Andrew Dabb                                                       | 2020. január 23. 2022. március 8.   | 0,99 millió |
| 318. | 11. | Szerencsevadászok (The Gamblers)                                       | Charles Beeson      | Történet: Meredith Glynn & Davy Perez Tévéjáték: Meredith Glynn   | 2020. január 30. 2022. március 8.   | 1,07 millió |
| 319. | 12. | Galaktikus vég (Galaxy Brain)                                          | Richard Speight Jr. | Történet: Meredith Glynn & Robert Berens Tévéjáték: Robert Berens | 2020. március 16. 2022. március 8.  | 0,98 millió |
| 320. | 13. | A végzet gyermeke (Destiny´s Child)                                    | Amyn Kaderali       | Brad Buckner & Eugenie Ross-Leming                                | 2020. március 23. 2022. március 8.  | 1,06 millió |
| 321. | 14. | Az utolsó szép napok (Last Holiday)                                    | Eduardo Sanchez     | Jeremy Adams                                                      | 2020. október 8. 2022. március 8.   | 1,13 millió |
| 322. | 15. | Adj menedéket! (Gimme Shelter)                                         | Matt Cohen          | Davy Perez                                                        | 2020. október 15. 2022. március 8.  | 1,07 millió |
| 323. | 16. | A 214-es szoba (Drag Me Away (From You))                               | Amyn Kaderali       | Meghan Fitzmartin                                                 | 2020. október 22. 2022. március 8.  | 0,92 millió |
| 324. | 17. | Egység (Unity)                                                         | Catriona McKenzie   | Meredith Glynn                                                    | 2020. október 29. 2022. március 8.  | 0,91 millió |
| 325. | 18. | Kétségbeesés (Despair)                                                 | Richard Speight Jr. | Robert Berens                                                     | 2020. november 5. 2022. március 8.  | 1,02 millió |
| 326. | 19. | Örökség (Inherit the Earth)                                            | John Showalter      | Eugenie Ross-Leming & Brad Buckner                                | 2020. november 12. 2022. március 8. | 1,00 millió |
| 327. | 20. | Az élet megy tovább (Carry On)                                         | Robert Singer       | Andrew Dabb                                                       | 2020. november 19. 2022. március 8. | 1,38 millió |